# AKB48 Team TP
AKB48 Team TP是由日本作詞家秋元康擔任總製作人、音樂制作人陳子鴻擔任顧問的臺灣女子偶像團體，為日本偶像團體AKB48在海外的姊妹團體之一，以台北為基地展開活動。該團體的前身為TPE48，於2017年中開始籌備，2018年2月4日團員正式公開亮相；原預計2018年6月在樂壇出道，後來因營運公司發生財務危機，導致活動暂时停止。2018年7月30日，AKB48的營運公司AKS透過媒體宣布解除原營運公司有關TPE48的授权合约，除了接手經營與團體改為現名之外，也在台灣成立「好言娛樂有限公司」做為營運單位，之後於同年8月26日首次以新團名正式公開亮相。

## 簡介

AKB48 Team TP的標誌

AKB48 Team TP及其前身——TPE48，是AKB48集團在海外成立的第3批姊妹團體之一（其餘為BNK48與MNL48）、以及繼中國上海的SNH48（2016年6月除名）之後在華語圈成立的第2個姊妹團體，其秉持AKB48「可以面對面的偶像」之概念，以臺北為據點展開活動。当初團體名稱中「TPE」以所在地台北（TaiPEi）命名，代表色為以漸層設計配色的「橘黃色」，靈感來自台灣的代表性水果芒果。TPE48的團體營運採特許經營方式，由AKB48的營運公司AKS與台灣在地企業共同合作。
AKB48以台北为据点創立姐妹团体的構想始於2011年，當時AKS與吉本興業台灣支社合作筹办TPE48，原預計2012年開始組團工作，但雙方在籌備工作上遲遲未能達成共識，因而在2012下半年後中斷；2015年4月，AKS舉辦「AKB48台灣徵選活動」，直接在台灣召募AKB48成員在日本活動；同年8月，該徵選最終結果公布，勝出者組成「AKB48台灣研究生」，以AKB48在台預備成員的身分進行培訓，當中包括了同年底獲選赴日、隔年成為AKB48首位外籍正式成員的馬嘉伶。
2016年3月26日，AKS再次宣布啟動TPE48的組團計畫，並在2017年9月1日至10月1日進行一期生的募集；AKB48台灣研究生則以類似種子選手的身分，納入TPE48一期生的徵選人選中。依照營運方的規劃，TPE48將於2018年6月正式出道，但之后因營運公司「熙曜娛樂」發生財務危機，導致活動暂时停止。2018年7月30日，AKS通过传媒宣布解除與熙曜娛樂有關TPE48的授权合约，除了將團體重組改為「AKB48 Team TP」之外，也將在台灣成立公司做為營運單位。新團名中的「TP」與TPE48一樣取自台北（TaiPei），代表色則仍延續TPE48時期的橘黃色，惟漸層方式有所變化。

### AKB48台灣研究生
AKB48台灣研究生（簡稱台研）由2015年舉行的AKB48台灣徵選活動入選者構成。組成時以成為AKB48正式成員為目標，並留在台灣接受培訓。TPE48組團計畫啟動後，由營運改為納入TPE48一期生徵選者的行列，但不必參與前兩個審查階段，僅需從第三階段開始加入，最終審查合格者為TPE48一期生正式成員，未合格者則成為TPE48研究生。
台研原始成員總數有17人，由於後續有部分成員退出，加上馬嘉伶升格為AKB48正式成員，TPE48一期生徵選开始时人數為6人（陳詩雅、陳詩媛、邱品涵、林倢、國興瑀、張羽翎）；最終6人皆通過徵選最終審查，成為TPE48正式成員。
台研除了日常的受訓工作之外，也數次在AKB48的台灣粉絲見面會上負責暖場，在歌迷前亮相。台研最後的6名成員，在結束台研身分轉為TPE48正式成員前，前往日本以「抹茶和伙伴們。」名義參與錄製歌曲《交到朋友了》，該曲由曾為台研一員的馬嘉伶擔任Center（中心成員），收錄於AKB48第51張單曲《Ja-Ba-Ja》。

## 歷史
此處同時收錄「AKB48 Team TP」、前身团体「TPE48」及与成員募集具有關聯的「AKB48台灣研究生」相關歷史。

### 2011年
10月1日，AKB48營運方首次於部落格公開TPE48計畫，並有消息指出中天電視為台灣方面的合作夥伴。

### 2012年
4月6日，AKB48營運方宣布即將展開TPE48成員召募。7月4日，AKB48成員北原里英訪台，再次宣布啟動TPE48計畫。11月5日，日本媒体报道TPE48计划将延至明年夏天，实际日期未定，之後營運沒有發表TPE48相關的籌備訊息，組團計畫形同擱置。

### 2014年
12月7日，AKB48營運方在台北ATT Show Box舉行的HKT48台北公演上，臨時宣布將在台灣舉辦AKB48集團成員的徵選活動，詳細方法與時程日後公布，惟並無提及徵選活動是否與組成TPE48有關。

### 2015年
4月1日，AKB48營運方正式宣布舉行「AKB48台灣徵選活動」，是AKB48首次在海外舉辦的成員徵選活動，勝出者可赴日成為AKB48一員。AKB48營運方先行在AKB48官方的Youtube頻道放上活動預告影片，稍晚公布徵選條件，其中規定參加者居住地必須是台灣。經過書面遴選、現場面試等兩次初步審查後，入選者在7月起舉行集訓以篩選出合格成員。
8月6日，AKB48營運方於台北松山文創園區內的臺北文創大樓舉行記者會，公布AKB48台灣徵選活動的17位合格成員（報名徵選者共2,152位），其中最年輕者為11歲，最年長者為21歲。合格成員們暫定以AKB48「台灣研究生」的名義，先留在台灣進行歌唱和舞蹈等訓練課程，其後預定以AKB48研究生之身分在日本參與演藝活動。
12月15日，在東京巨蛋城表演廳舉行的「第5回AKB48紅白對抗歌合戰」上，透過插播影片正式介紹AKB48的台灣研究生馬嘉伶。隨後她上台以日文自我介紹，並以中日文演唱《無限重播》。

### 2016年
2月21日，AKB48營運方在《紅唇Be My Baby》的握手會上，宣布馬嘉伶以等同於正式成員的「台灣留學生」身分升格並成為AKB48 Team B成員。3月17日，AKS拜會東森國際，雙方擬共同打造TPE48。3月26日，AKB48營運方於日本橫濱球場舉行的高橋南畢業演唱會第一天場次上，宣布將在日本以外創立3個新的姊妹團體，包括在台灣台北成立TPE48、在菲律賓馬尼拉成立MNL48、以及在泰國曼谷成立BNK48。

### 2017年
3月30日，AKB48台灣官方專門店會員俱樂部於官方臉書貼文，AKB48 Team 8成員岡部麟、小栗有以及山田菜菜美將在4月30日於Y17 花漾Hana展演空間舉辦《AKB48 Fan Meeting in TAIWAN》 簽名及握手會，AKB48台灣研究生屆時將擔任暖場嘉賓。7月5日，AKB48台灣官方專門店會員俱樂部於官方臉書貼文，AKB48 Team B成員木崎由里亞、Team A成員橫山由依及Team K成員島田晴香將在7月9日於Y17 花漾Hana展演空間舉辦《AKB48 Fan Meeting in TAIWAN》 簽名及握手會，AKB48台灣研究生屆時將擔任暖場嘉賓。7月9日，主辦單位於《AKB48 Fan Meeting in TAIWAN》播出緊急特報，宣布於9月1日正式展開TPE48第一期生的徵選活動。AKB48集團總監督橫山由依隨後也在個人推特宣布此項消息。
9月1日，負責TPE48營運工作的熙曜娛樂，在台北信義商圈「Mercedes-Benz Pop Up Taipei」舉行TPE48一期生徵選活動開跑記者會，除了AKB48台灣研究生、AKB48 Team B台籍成員馬嘉伶與AKB48 Team K成員阿部瑪利亞共同出席之外，阿部瑪利亞也在記者會上宣布將移籍TPE48。而做為徵選活動宣傳的一環，AKB48台灣研究生陳詩媛、陳詩雅與旅台日本藝人Takeshi從9月2日起展開連續10天的「48環島Go！尋找TPE女孩」環台巡迴活動。
10月6日，AKB48台灣官方專門店會員俱樂部於官方臉書貼文，HKT48 Team H成員指原莉乃、AKB48 Team B／NGT48 Team NIII成員柏木由紀及AKB48 Team K成員峯岸南將在11月11日於Y17 花漾Hana展演空間舉辦《AKB48 Fan Meeting in TAIWAN》 簽名及握手會，AKB48台灣研究生屆時將擔任暖場嘉賓。
11月10日，2017亞洲職棒冠軍爭霸賽熱身賽首日，AKB48台灣研究生、部分進入TPE48第三階段審查的候選者、中華職棒四球團加油團長及12位LamiGirls一起為中華代表隊加油，活動實況於TPE48官方臉書直播。
11月26日，AKB48台灣研究生邱品涵、林倢代表TPE48以「AKB48世界選拔成員」的身分至日本參加NHK特別節目《SONGS OF TOKYO》的錄影，與AKB48家族各團體的選拔成員同台表演（包含JKT48、BNK48等海外姐妹團）。該節目將在2018年1月2日於NHK World TV首播。
11月30日，阿部瑪利亞在AKB48劇場舉行移籍前最後公演兼送行會，AKB48台灣研究生陳詩媛、陳詩雅、邱品涵、林倢等6人特地赴日登台參與，而曾為Team K隊友的NGT48隊長北原里英也在公演上驚喜登場。

### 2018年
1月2日，播出的《SONGS OF TOKYO》（NHK World TV）中，台湾研究生邱品涵、林倢代表TPE48以AKB48世界選拔成員身分出演。这也是以TPE48名义参与的第一档节目。
2月4日，一期生徵選最終結果公布，合格者共45位，其中包括AKB48台灣研究生全員6名、以及受到媒體矚目的前職棒球員陳致遠之女陳琳。TPE48營運方並發表以下7項TPE48的媒體合作消息：
1. 宣布TPE48劇場將於臺北市內開設，公演將以擴增實境科技方式呈現，開幕日期及地點則未定。
2. 將提供「隨身偶像」服務（SNS導向服務）。
3. 將代言「Aikatsu！偶像學園」。
4. 與時尚雜誌《ViVi》及《mina（日语：mina (雑誌)）》合作，將在兩雜誌上做為模特兒登場。
5. 出道單曲由粉絲投票決定，預計同年夏季發行。
6. 推出「TPE48村落生活」同步線上直播，「村長」由長期與TPE48籌團活動合作的旅台日本藝人Takeshi擔任，預計4月13日「入村」。
7. 預計在同年5月舉行首場Fan Meeting（粉絲見面會）。

3月10日，TPE48與其他AKB48集團旗下團體同步舉行「AKB48集團中心測驗」，該測驗考進前16名的成員，將能以特別選拔之身份演唱AKB48的單曲。TPE48首個活動「梯批壹村」（TPE村；即上述所提的「TPE48村落生活」）在公布村民選拔人選後於同日正式開始。其后，官方網站上正式公布成員資料，通過一期生最終審查的45人中，有39人正式簽約入團，其中12人為正式成員、27人為研究生；加上從AKB48移籍的阿部瑪利亞，TPE48創始成員人數為40人。

#### TPE48營運方爆發經營危機
2018年6月，負責經營TPE48的熙曜娛樂被媒體報導截至6月15日止，已超過3個月沒有給付員工薪水，甚至許多員工替公司先支付的代墊款項也沒有領到，總金額超過300萬台幣。熙曜娛樂員工從3月開始就延遲支付薪資，現在約20人的公司已經超過10名員工自請非自願離職另謀出路。不僅拖欠薪水，TPE48正式成員簽約時，合約條款中每月需支付正式成員薪資，也僅僅支付過一次，日前TPE48於網路製播的節目「梯批壹村」，外製單位委由製作人柯柏羽錄製，至今也未支付製作費用。另有员工指出董事長許育榮擅自更改發薪日、積欠勞健保費及勞工退休金等，甚至向多位員工借錢，加上公司高層偏袒某些特定成員，已經造成TPE48士氣低落，甚至有在成员面前喝酒、帶著酒氣到舞蹈教室探班等离谱行为，當時公司營運完全停擺，超過40名少女的星夢也面臨危机。內部員工表示：「其實日本已經知道我們的狀況，也派了律師來處理。但我們擔心影響成員的心情，一直不太敢把事情全部說出來。」
7月9日，TPE48官方網站無預警關閉，經查證後發現熙曜娛樂負責人仍舊避不見面，員工不但領不到薪水、代墊款，連阿部瑪利亞都一度繳不出房租，只能暫時先回到日本。12日，AKB48官方公布之前经由網路直播平台SHOWROOM决定人选的「TGC富山2018」TPE48成員登台演出也因TPE48營運方面的問題而取消。截至7月24日，因事件依旧没有解決的跡象，已有成員家屬委請律師處理解約相關事宜。

#### 團體改組為「AKB48 Team TP」
7月30日，AKS通过传媒宣布与台湾「海鐿娛樂科技股份有限公司」合資成立的熙曜娛樂解除授權合約，將在台灣成立子公司「阿克斯娛樂有限公司」接手TPE48的營運工作（該公司後來定名為「好言娛樂有限公司」），並將TPE48改組及更名為「AKB48 Team TP」，聲明中另外表示，AKS對於熙曜娛樂的欠款部分無法提供協助，現階段只能專注新團體的營運工作；同日，AKB48 Team TP的官方Instagram、YouTube频道、Facebook专页亦正式上線。
8月26日，AKB48 Team TP於台北世界貿易中心观光文化展之“第4回Touch The Japan in 台湾”中首次公开亮相。担任營運公司總經理的知名音乐制作人陳子鴻也一同登场。原TPE48成员35人成为现时AKB48 Team TP的成员，成員年齡介於12歲到23歲，共有12名正式成員與23名研究生。營運公司已開始著手規劃她們的後續活動及作品，也将继续TPE48时期承接的遊戲「Aikatsu！偶像學園」的代言工作。陳子鴻受訪時表示，目前已啟動發片計畫，包含拍照、粉絲俱樂部經營、單曲等等，營運公司將「抱著學習的精神」，加入台灣特有風格以及日本原本的精神，創造出獨特團體。
11月4日，營運單位於官方Facebook中公布首張單曲的12位選拔成員。12月23日，Team TP首場粉絲見面會於台北三創生活園區舉行，活動當日宣布由陳詩雅擔任首任队长。12月25日，正式發行首張單曲《勇往直前》。

### 2019年
1月13日，於三創生活園區5樓舉行首張單曲《勇往直前》握手會。1月19日－20日，出席2019第七屆TICA台北國際動漫節。1月27日，於泰國曼谷舉辦的「AKB48 Group Asia Festival 2019 in BANGKOK Presented by SHANDA GAMES」中與來自世界各地的姐妹團一同演出。
3月6日，研究生李孟純因多次違反公司藝人規定暂停活动。3月11日，冼迪琦因違反成員行為條例暫停活動。5月6日，二人在停權期間充分反省自身的過錯且在培訓課程中表現良好，營運團隊決議解除兩位成員的停權處分。
3月13日，官方網站正式上線。3月20日，公布數位單曲選拔成員，上述數位單曲《綠草地上的奇蹟》於4月15日正式上線。
4月13日，參與「第一屆台日紅白歌合戰」演出，日籍成員阿部瑪利亞参與主持。4月14日，將出席「2019台北國際連鎖加盟大展」廠商宣傳活動。4月20日，參與「2019 SUPER BAND 團團轉演唱會」演出。
5月20日，於浪Live直播中公布第2張單曲的12位選拔成員，同时宣布于6月15日举办“AKB48 Team TP Fan Meeting～夏日祭典～”。在6月15日举办的“AKB48 Team TP Fan Meeting～夏日祭典～”中，研究生刘晓晴及林于馨获宣布升格为正式生。7月2日，公布第2張單曲主打歌为《TTP Festival》，中心成員由林于馨擔任。第二張单曲于7月26日正式发行。
7月31日，2期生招募活動相關訊息於官方網站公布，8月1日起開放線上報名。
8月26日，阿部瑪利亞於AKB48 Team TP一周年紀念浪Live直播中宣佈畢業，成為AKB48 Team TP首位宣佈畢業的成員。10月19日在臺北小巨蛋舉行的AKB48首次台灣公演《AKB48 in Taipei 2019～Are You Ready For It?～》，AKB48 Team TP作为嘉宾登场，并为阿部瑪利亞举行了毕业典礼环节，而阿部瑪利亞也在该场演唱会后正式毕业。
9月14－22日，為慶祝AKB48 Team TP正式出道滿一周年，舉辦了4場Mini Concert，這是團體首度舉辦單獨公演。11月30日及12月1日，组合將再度舉辦Mini Concert《AKB48 Team TP Mini Concert～Are you ready for TP again～》。
11月25日，於浪Live直播中公布第3張單曲主打歌为《看見夕陽了嗎？》，中心成員由邱品涵擔任，并公布了16位選拔成員。12月2日於官方網站公布第3張單曲收錄曲之一为《Only Today》，中心成員由高云珏擔任，共15位成員演唱。12月9日官方公布第3張單曲另一收录曲为《心型病毒》，中心成員由林于馨擔任，共3位成員参与。第三張單曲於12月25日正式發行。12月21日，在「看見夕陽了嗎？」記者發布會中公開最終合格的2期生共8位成員。

### 2020年
1月19日舉辦的“AKB48 Team TP 只有夕陽沒有驚喜”研究生場中，蔡亞恩及李佳俐獲宣布升格為正式成员。
1月30日，營運方表示正式生劉潔明因多次未依照公司工作安排暫停活動。2月7日，家屬於劉潔明個人Instagram發表解約聲明，營運單位隔日於官方臉書發表聲明，呼籲劉潔明與營運團隊共同討論解決方案。9月10日，官網移除劉潔明的個人資料。
3月2日，樂團養成企劃啟動，选拔潘姿怡、冼迪琦、李佳俐、柏靈、林亭莉组成樂團「The Puzzle5」。
自3月7－8日的Mini Concert起，團體分为3个小組，以分组模式活動，分组消息及名单在2019年12月21日的粉丝见面会上公布。1月31日，官方宣布小組名稱及代表色分別為「Unit Daisy」（小雛菊，鵝黃色）、「Unit Bellflower」（風鈴草，粉藍色）及「Unit Sakura」（櫻花，粉紅色），在3月7－8日的Mini Concert中，宣布了各小組組長分別由陳詩雅、劉語晴和劉曉晴擔任。
5月14日，營運單位於官網公布第4張單曲的首波收錄曲為《奔跑吧！企鵝》，演唱組別由官方粉絲俱樂部會員投票決定為Unit Bellflower，由蔡伊柔担任Center。8月28日，營運單位於官網公布第4張單曲主打歌为《嗚吼嗚吼吼》，並於8月31日公布16位選拔成員，由林于馨擔任Center。9月4日，營運單位於官網公布單曲另一收錄曲為《哈囉CENTER》，由李孟純擔任Center，共5位成員參與。單曲已於9月17日發行。
6月21日舉辦的Mini Concert中公布了组合即将举办猜拳大会的消息。本次猜拳大会于9月20日在烏梅劇場举行，選出12位成員演唱歌曲，並預計收錄於日後單曲附錄之中，最終由周佳郁取得猜拳大賽冠軍。
7月29日，Unit Bellflower研究生翁彤薰因違反成員行為條例暂停活动。2021年3月20日，翁彤薰在停權期間對違反條例的行為已有充分自我反省，營運團隊決議即日起解除停權處分。
9月19日起，组合以Mini Concert形式进行剧场公演，公演演目为《RESET》。
10月9日，组合举办了2周年演唱会，在演唱会上研究生周佳郁、藤井麻由、柏靈、李孟純共4位升格為正式生。

### 2021年
1月1日，担任營運公司總經理的陳子鴻离职并转任组合顾问。新任总经理由梁秩誠担任。
3月25日，營運團隊與醫生、本田柚萱家人商討後，宣布即日起停止因健康因素休養中的Unit Sakura正式生本田柚萱的活動，並從團體畢業。
7月13日，Unit Sakura正式生周佳郁因違反成員行為條例暂停活动。10月24日，周佳郁在停權期間對違反條例的行為已有充分自我反省，營運團隊決議即日起解除停權處分。
8月27日，營運團隊宣布将发行第5張單曲，由Unit Sakura正式生林于馨擔任中心成員。9月10日，公佈第5張單曲收錄曲之一为《機會的順序》，其選拔成員是由2020年9月20日的猜拳大會的12強成員擔任，並由Unit Sakura正式生周佳郁擔任中心成員。9月20日，公布第5張單曲標題為《一秒一秒約好》，為首張原創單曲。9月27日，公布第5張單曲收錄曲之一為《未來的果實》，其選拔成員是由2020年11月14日運動會中獲得第一名的組別Unit Sakura擔任，並由正式生林于馨擔任中心成員。第五張单曲於10月15日發行。
11月9日，Unit Sakura正式生曾詩羽及研究生林家瑩因身體因素，經商討後決定停止各項演藝活動，並與AKB48 Team TP解除合約。

### 2022年
1月22、23日，AKB48 Team TP舉辦三周年演唱會，1月22日，宣布林易沄與王逸嘉升格為正式生，並於2月開始3期生徵選。1月23日，AKB48 Team TP隊長兼Unit Daisy組長的正式生陳詩雅在演唱會中宣布畢業。7月24日，在Zepp New Taipei舉行陳詩雅的畢業演唱會。8月28日，在華山1914文化創意產業園區內的烏梅劇院舉行由陳詩雅策畫的特別公演，此次公演也是陳詩雅畢業前最後參與的活動演出。
2月16日，3期生招募活動相關訊息於官方網站公布，同日起開放線上報名。
5月18日，官方公布第6張單曲標題為《無根無據Rumor》，由Unit Bellflower正式生藤井麻由擔任Center，於2022年10月14日發行。7月9日，公佈第6張單曲收錄曲之一為《因為喜歡你》，歌曲由Unit Daisy負責演唱，並由Daisy正式生陳詩雅擔任中心成員。7月24日，公布陳詩雅畢業曲《夢之河》，由陳詩雅擔任中心成員。
5月22日，在官方YouTube頻道直播公布重新組閣，現有Unit Daisy、Unit Bellflower、Unit Sakura分組將被新的Unit T和Unit P取代；第二任隊長由劉語晴接任，並兼任Unit T組長，Unit P組長由王逸嘉擔任。本次組閣及新分組組長預定於第二套公演開始時生效；第二任隊長於7月1日接任。
9月26日，公開最終合格的4位3期研究生。
10月2日，Unit Daisy研究生林佳霓因違反成員行為條例暫停活動。
11月12日，在Unit Bellflower與Unit Sakura的《RESET》公演分別宣布蔡伊柔與鄭佳郁升格為正式生。
12月17日，在Unit Sakura的《RESET》公演宣布林亭莉升格為正式生。12月18日，在Unit Daisy的《RESET》公演宣布李采潔、宮田留佳升格為正式生。

### 2023年
1月14 - 15日，举行《RESET》千秋乐公演，其中在15日的Unit Daisy公演中宣布林潔心升格為正式生，15日晚上公演结束后官網成員名單更新為新體制。
2月18、19日，AKB48 Team TP舉辦四周年演唱會，2月18日，官方公布小組正式名稱分別為「Unit TIC TAC TOE」和「Unit Peek A Boo」。2月19日，宣布董子瑄與羅瑞婷升格為正式生，3期生黃奕霖、張少瞳編入Unit TIC TAC TOE、黃昱燕、蘇姮羽編入Unit Peek A Boo，並開始4期生徵選。
3月18、19日，舉行《手牽手》初日公演。
3月19日，Unit TIC TAC TOE正式生藤井麻由因違反成員行為條例暫停活動。4月18日，藤井麻由在停權期間已充分自我反省，營運團隊決議即日起解除停權處分。
3月22日，Unit TIC TAC TOE研究生吳騏卉因違反成員行為條例暫停活動。7月7日，吳騏卉在停權期間已充分自我反省，營運團隊決議即日起解除停權處分。
4月21日，好言娛樂與Unit TIC TAC TOE正式生柏靈終止AKB48 Team TP合約。
5月5日，官方公布第7張單曲標題為《11月的腳鍊》，由Unit Peek A Boo正式生冼迪琦擔任Center，單曲在同年7月21日發行。
5月14日，分別在Unit TIC TAC TOE與Unit Peek A Boo的《手牽手》公演上，AKB48台灣徵選生林倢、邱品涵，1期正式生劉語晴、周佳郁、林潔心、羅瑞婷、王逸嘉、李孟純、李采潔、鄭佳郁，1期研究生高云珏、張法法、小山美玲、高硯晨宣布畢業。
5月17日，好言娛樂與Unit Peek A Boo研究生林佳霓終止AKB48 Team TP合約。
5月21日，梁秩誠卸任总经理一职。
6月7日，營運方表示Unit TIC TAC TOE正式生藤井麻由因違反成員行為條例，於當日離開AKB48 Team TP。
6月9日，1期正式生冼迪琦在Unit Peek A Boo的《手牽手》公演上宣布畢業。
7月4日，公開最終合格的8位4期研究生。
7月21日，1期正式生李佳俐與1期研究生鄭妤葳在Unit Peek A Boo的《手牽手》公演上宣布畢業。
7月22日，在Unit TIC TAC TOE的《手牽手》公演宣布翁彤薰和周家安升格為正式生。
7月23日，在Unit TIC TAC TOE的《手牽手》公演宣布袁子筑升格為正式生。
7月29、30日，在三創生活園區舉辦1期生演唱會。7月29日，宣布1期生高云珏、張法法、小山美玲、鄭妤葳、高硯晨升格為正式生。7月30日，宣布林易沄將於8月1日接任隊長。
8月18、19日，在兩組《手牽手》公演上宣布全新組閣名單，Unit TIC TAC TOE和Unit Peek A Boo的新組長分別為劉曉晴和蔡亞恩，首次不再由隊長兼任小組組長。4期生孟庭筠、伊品、陳昭霓、翁曼綾編入Unit TIC TAC TOE，范姜又恩、陳穎臻、陳以凌、徐沛婠編入Unit Peek A Boo。
8月20日，在烏梅劇院的《手牽手》公演，為1期畢業生最後參與的公演演出，並正式由團體畢業。
8月21日，組閣後新體制正式實施，官網成員名單亦更新為新體制。
9月13日，Unit TIC TAC TOE研究生賈宜蓁因個人生涯規劃，將離開AKB48 Team TP，同年10月14日的《手牽手》公演為最後參與公演。
10月13日，新版官方網站上線。

### 2024年
6月13日，Unit Peek A Boo研究生范姜又恩因違反成員行為條例暫停活動。
6月22日，分別在Unit Peek A Boo和Unit TIC TAC TOE的《手牽手》公演宣布吳婉淩和吳騏卉升格為正式生。
6月24日，官方公布第8張單曲標題為《24/7 Shining》，也是第2張原創單曲，由Unit TIC TAC TOE組長劉曉晴擔任Center。於同年8月20日發行。7月19日，公布第8張單曲收錄曲《就是好喜歡》，由Unit Peek A Boo組長蔡亞恩擔任Center。
7月14日，Unit TIC TAC TOE正式生國興瑀在《手牽手》公演宣布畢業。
8月17日，在西門町新世界大樓WESTAR舉辦五周年紀念演唱會「Playlist ~ Request Hour Best 25 ~」，同時公開最終合格的12位5期研究生。8月22日，官網正式公開5期生資訊。
10月19日，Unit TIC TAC TOE正式生國興瑀在《手牽手》公演正式畢業，同日下午舉辦第二屆猜拳大會，最終由5期研究生陳嘉儀取得冠軍。在猜拳大會結束後同時公布第9張單曲暨第3張原創單曲《Team UP》選拔成員，由Unit Peek A Boo正式生蔡伊柔擔任Center。20日，2期正式生宮田留佳、周家安、翁彤薰、吳騏卉和袁子筑分別在Unit Peek A Boo和Unit TIC TAC TOE的《手牽手》公演宣布畢業。
10月26日至27日，舉辦《24/7 Shining》握手會，Unit Peek A Boo正式生林亭莉和吳婉淩在26日宣布畢業。
12月22日，2期生林亭莉、吳婉淩和袁子筑分別在Unit Peek A Boo和Unit TIC TAC TOE的《手牽手》公演正式畢業。

### 2025年
1月24至26日，於《手牽手》公演宣布成員異動，5期生唐靜、林瑋庭、陳泰琌、陳嘉儀、邱宜靚、楊亞芸和李佩宜編入Unit TIC TAC TOE，彭鈺婷、蔡喬茵、陳巧儀、余嬿慈和劉子菲編入Unit Peek A Boo。
3月21至23日，舉行《手牽手》公演千秋樂，2期生翁彤薰、吳騏卉、宮田留佳和周家安在23日的場次正式畢業。
4月26至27日，舉行《Team UP》發行紀念握手會，Unit Peek A Boo正式生董子瑄在27日的場次宣布畢業。
5月23至25日，舉行《RESET》復活公演初日，Unit TIC TAC TOE研究生張少瞳與伊品在24日的場次升格為正式生，Unit Peek A Boo正式生董子瑄在25日的場次正式畢業。
5月31日，宣布Unit TIC TAC TOE正式生林于馨成為AKB48第66張單曲《Oh my pumpkin!》的選拔成員。
6月22日，Unit TIC TAC TOE正式生潘姿怡在《RESET》公演宣布畢業。
6月30日，Unit TIC TAC TOE研究生李佩宜因個人健康因素，即日起離開AKB48 Team TP。
7月13日，在《RESET》公演宣布第10張單曲暨首張雙A面單曲《你會等我嗎？ / Oh my pumpkin!》的選拔成員，其中原創曲《你會等我嗎？》由Unit Peek A Boo正式生蔡亞恩擔任中心位置，《Oh my pumpkin!》則是由Unit TIC TAC TOE正式生林于馨擔任中心位置。

## 成員
與其他AKB48集團系列團體類似，AKB48 Team TP也設有小組（分隊）的制度，和其他團體的分別主要在於：
1. 小組分組消息及名單在2019年12月21日的粉絲見面會上首次公布，並於2020年1月31日開始正式實施。其名稱採用花卉的英文名稱命名，分為三支隊伍Unit Daisy、Unit Bellflower及Unit Sakura。
2. 2022年5月22日公布新組閣，打散原本的三小組並重新分為Unit T、Unit P兩小組，並於2023年2月18日公布Unit T、Unit P兩小組正式命名，分別為Unit TIC TAC TOE（井字棋）與Unit Peek A Boo（躲猫猫）。
3. 自開始採用小組分組起，AKB48 Team TP均未採用AKB48集團系列團體慣用的命名方式[註 5]，符合AKB48集團慣用的命名方式僅存在於2022年5月22日組閣後至2023年2月18日公布正式名稱之間。
4. 研究生不獨立編為一個小組，而是有各自所屬的小組，這和NMB48於2022年開始重新成立的Team BII同時有正規成員和研究生的情況類似。

以下名單以官方网站采用的年龄顺排序。下表中1期指由TPE48 1期生時期加入之成员。標粗體字者為全團隊長及小組組長。

### Unit TIC TAC TOE
- 代表色為藍色，RGB色票值為R=60、G=169、B=203。
- 現任組長為劉曉晴。

| 正／研 | 姓名   | 读音            | 出生日期       | 出生地 | 加入期別 | 升格日期      | 備註                                                                           | 原所屬小組        |
| ------ | ------ | --------------- | -------------- | ------ | -------- | ------------- | ------------------------------------------------------------------------------ | ----------------- |
| 正式生 | 劉曉晴 | Lau Hiu-ching   | 2000年8月2日   | 香港   | 1期      | 2019年6月15日 | Unit TIC TAC TOE組長 前Unit Sakura組長                                         | Sakura→Peek A Boo |
| 正式生 | 潘姿怡 | Pan Tzu-yi      | 1996年7月28日  | 新北市 | 1期      | -             | 預定於2025年8月24日畢業 AKB48 Team TP最年長 父亲为澳门人，擁有澳門永久居民身分 | Daisy→Peek A Boo  |
| 正式生 | 林于馨 | Lin Yu-hsin     | 2002年1月14日  | 宜蘭縣 | 1期      | 2019年6月15日 | 原AKB48台灣研究生（中途退出）                                                  | Sakura            |
| 正式生 | 伊品   | Yi Pin          | 2003年4月26日  |        | 4期      | 2025年5月24日 |                                                                                |                   |
| 正式生 | 張少瞳 | Chang Shao-tong | 2008年2月28日  |        | 3期      | 2025年5月24日 |                                                                                |                   |
| 研究生 | 黃奕霖 | Huang Yi-lin    | 2002年4月24日  |        | 3期      |               |                                                                                |                   |
| 研究生 | 孟庭筠 | Meng Ting-yun   | 2002年11月28日 |        | 4期      |               |                                                                                |                   |
| 研究生 | 陳昭霓 | Chen Zhao-Ni    | 2005年9月6日   |        | 4期      |               |                                                                                |                   |
| 研究生 | 翁曼綾 | Wong Mann-ling  | 2006年12月23日 |        | 4期      |               | 2024年7月1日起因個人學業規劃暫停活動                                           |                   |
| 研究生 | 唐靜   | Tang Ching      | 2002年3月29日  |        | 5期      |               |                                                                                |                   |
| 研究生 | 林瑋庭 | Lin Wei-ting    | 2002年10月19日 |        | 5期      |               |                                                                                |                   |
| 研究生 | 陳泰琌 | Chen Tai-ling   | 2004年6月22日  |        | 5期      |               |                                                                                |                   |
| 研究生 | 陳嘉儀 | Chen Jia-yi     | 2004年12月25日 |        | 5期      |               |                                                                                |                   |
| 研究生 | 邱宜靚 | Chiu Yi-ching   | 2005年10月23日 |        | 5期      |               |                                                                                |                   |
| 研究生 | 楊亞芸 | Yang Ya-yun     | 2007年4月7日   |        | 5期      |               |                                                                                |                   |

### Unit Peek A Boo
- 代表色為紅色，RGB色票值為R=220、G=72、B=58。
- 現任組長為蔡亞恩。

| 正／研 | 姓名     | 读音             | 出生日期       | 出生地 | 加入期別           | 升格日期       | 備註                                      | 原所屬小組             |
| ------ | -------- | ---------------- | -------------- | ------ | ------------------ | -------------- | ----------------------------------------- | ---------------------- |
| 正式生 | 林易沄   | Lin Yi-yun       | 2000年11月21日 | 台北市 | 1期                | 2022年1月22日  | AKB48 Team TP隊长                         | Sakura→TIC TAC TOE     |
| 正式生 | 蔡亞恩   | Tsai Ya-en       | 2000年10月21日 | 基隆市 | 1期                | 2020年1月19日  | Unit Peek A Boo组长                       | Daisy→TIC TAC TOE      |
| 正式生 | 蔡伊柔   | Tsai Yi-jou      | 2001年7月15日  | 新北市 | 1期                | 2022年11月12日 |                                           | Bellflower→TIC TAC TOE |
| 正式生 | 張羽翎   | Chang Yu-lin     | 2003年7月11日  | 花蓮縣 | AKB48 台灣徵選活動 |                |                                           | Sakura                 |
| 研究生 | 黃昱燕   | Huang Yu-yan     | 2006年6月8日   | 基隆市 | 3期                |                |                                           |                        |
| 研究生 | 蘇姮羽   | Su Heng-yu       | 2010年12月26日 | 新北市 | 3期                |                | AKB48 Team TP最年少                       |                        |
| 研究生 | 范姜又恩 | Fan Chiang Yu-en | 2003年3月20日  |        | 4期                |                | 2024年6月13日起因違反成員行為條例暫停活動 |                        |
| 研究生 | 陳穎臻   | Chen Ying-zhen   | 2004年1月2日   |        | 4期                |                |                                           |                        |
| 研究生 | 陳以凌   | Chen Yi-ling     | 2005年10月19日 |        | 4期                |                |                                           |                        |
| 研究生 | 徐沛婠   | Hsu Pei-wan      | 2006年1月23日  |        | 4期                |                |                                           |                        |
| 研究生 | 彭鈺婷   | Peng Yu-ting     | 2004年9月24日  |        | 5期                |                |                                           |                        |
| 研究生 | 蔡喬茵   | Tsai Ciao-yin    | 2005年5月13日  |        | 5期                |                |                                           |                        |
| 研究生 | 陳巧儀   | Chen Qiao-yi     | 2005年7月31日  |        | 5期                |                |                                           |                        |
| 研究生 | 余嬿慈   | Yu Yan-ci        | 2006年2月25日  |        | 5期                |                | 2025年5月30日起因家庭因素暫停活動         |                        |
| 研究生 | 劉子菲   | Liu Zi-fei       | 2009年5月4日   |        | 5期                |                |                                           |                        |

### 前成員
| 姓名            | 讀音           | 出生日期       | 出生地       | 加入期別           | 最终在籍日期                                | 最终所属        | 備註 |
| TPE48           | TPE48          | TPE48          | TPE48        | TPE48              | TPE48                                       | TPE48           | TPE48 |
| --------------- | -------------- | -------------- | ------------ | ------------------ | ------------------------------------------- | --------------- | --- |
| 陳詩媛          | Chen Shih-yuan | 1995年4月24日  | 新北市       | AKB48 台灣徵選活動 | 2018年8月25日之前 （未与AKB48 Team TP签约） | 正              | 與陳詩雅（前AKB48 Team TP）為雙胞胎姊妹 曾擔任组合5TEAM隊長（已解散） 曾為Rakuten Girls成員                                                                    |
| 李晨熙          | Lee Chen-si    | 2000年7月25日  | 台南市       | 1期                | 2018年8月25日之前 （未与AKB48 Team TP签约） | 研              | |
| 翁立霏          | Weng Li-fei    | 2000年2月11日  | 台北市       | 1期                | 2018年8月25日之前 （未与AKB48 Team TP签约） | 研              | |
| 陳琳            | Chen Lin       | 2006年1月3日   | 台北市       | 1期                | 2018年8月25日之前 （未与AKB48 Team TP签约） | 研              | 陳致遠及林秀琴之女 |
| 劉姸廷          | Liu Yen-ting   | 2003年10月13日 | 台北市       | 1期                | 2018年8月25日之前 （未与AKB48 Team TP签约） | 研              | |
| AKB48 Team TP   |                |                |              |                    |                                             |                 | |
| 阿部瑪利亞 （阿部マリア） | Abe Maria      | 1995年11月29日 | 日本神奈川縣 | AKB48 10期         | 2019年10月19日 （畢業）                     | 正              | 现所屬經紀公司為隨身遊戲股份有限公司／麥卡貝網路電視 原AKB48 Team 4（初代） 原AKB48 Team K（大岛、横山、峯岸） 2017年12月1日移籍加入                           |
| 劉潔明          | Liu Jie-ming   | 1997年4月19日  | 台北市       | 1期                | 2020年9月10日 （移除個人資料）              | Bellflower／正  | 祖母為日本人，擁有四分之一日本血統 |
| 本田柚萱        | Honda Yuzuka   | 2006年3月15日  | 新竹市       | 1期                | 2021年3月25日 （畢業）                      | Sakura／正      | 擁有二分之一日本血統，父親為日本人 |
| 曾詩羽          | Tseng Shih-yu  | 1995年2月12日  | 雲林縣       | 1期                | 2021年11月9日 （解約）                      | Sakura／正      | |
| 林家瑩          | Lin Chia-ying  | 2000年12月4日  | 新北市       | 1期                | 2021年11月9日 （解約）                      | Sakura／研      | |
| 陳詩雅          | Chen Shih-ya   | 1995年4月24日  | 新北市       | AKB48 台灣徵選活動 | 2022年8月28日 （畢業）                      | Daisy／正       | AKB48 Team TP初代隊長 前Unit Daisy組長 與陳詩媛（原TPE48）為雙胞胎姊妹 2022年7月24日舉行畢業演唱會 2022年8月28日舉行畢業公演 現為慕獅女孩及Dragon Beauties成員 |
| 柏靈            | Po Ling        | 1999年9月13日  | 台北市       | 1期                | 2023年4月21日 （解約）                      | TIC TAC TOE／正 | 父親為荷蘭人，擁有二分之一荷蘭血統 |
| 林佳霓          | Lin Jia-ni     | 2005年1月16日  | 新北市       | 2期                | 2023年5月17日 （解約）                      | Peek A Boo／研  | |
| 藤井麻由        | Fujii Mayu     | 1998年11月30日 | 日本大阪府   | 1期                | 2023年6月7日 （解雇）                       | TIC TAC TOE／正 | 入团前于台北留學 |
| 林倢            | Lin Chieh      | 2001年2月14日  | 新竹縣       | AKB48 台灣徵選活動 | 2023年8月20日 （畢業）                      | TIC TAC TOE／正 | 阿美族與排灣族原住民 現為LuxyGirls成員 |
| 周佳郁          | Zhou Jia-yu    | 1997年11月19日 | 台北市       | 1期                | 2023年8月20日 （畢業）                      | TIC TAC TOE／正 | 團體最終活動日2023年9月17日 |
| 高云珏          | Gao Yun-jue    | 2001年10月20日 | 台中市       | 1期                | 2023年8月20日 （畢業）                      | TIC TAC TOE／正 | 泰雅族原住民 團體最終活動日2023年9月17日 現為偶像團體虹星iRiSTELLA成員 （藝名鹿森雲羽）                                                                        |
| 張法法          | Chang Fa-fa    | 2001年12月27日 | 台北市       | 1期                | 2023年8月20日 （畢業）                      | TIC TAC TOE／正 | 團體最終活動日2023年9月17日 |
| 小山美玲        | Oyama Mirei    | 2002年6月28日  | 日本福岡縣   | 1期                | 2023年8月20日 （畢業）                      | TIC TAC TOE／正 | 祖母為台灣人，擁有四分之一台灣血統 團體最終活動日2023年9月17日                                                                                                 |
| 林潔心          | Lin Chieh-hsin | 2003年3月27日  | 新北市       | 1期                | 2023年8月20日 （畢業）                      | TIC TAC TOE／正 | 現為嘻哈/獨立搖滾歌手，所屬唱片公司為奧少年有限公司 團體最終活動日2023年9月17日                                                                                |
| 羅瑞婷          | Lo Jui-ting    | 2004年8月6日   | 台北市       | 1期                | 2023年8月20日 （畢業）                      | TIC TAC TOE／正 | 團體最終活動日2023年9月17日 現為Honeys成員 |
| 邱品涵          | Chiu Pin-han   | 1999年12月24日 | 台北市       | AKB48 台灣徵選活動 | 2023年8月20日 （畢業）                      | Peek A Boo／正  | 團體最終活動日2023年9月17日 曾為Honeys成員 |
| 王逸嘉          | Wang Yi-chia   | 2001年11月18日 | 嘉義市       | 1期                | 2023年8月20日 （畢業）                      | Peek A Boo／正  | Unit Peek A Boo初代组长 團體最終活動日2023年9月17日 |
| 李孟純          | Lee Meng-chun  | 2002年6月4日   | 屏東縣       | 1期                | 2023年8月20日 （畢業）                      | Peek A Boo／正  | 團體最終活動日2023年9月17日 |
| 鄭妤葳          | Cheng Yu-wei   | 2003年11月11日 | 高雄市       | 1期                | 2023年8月20日 （畢業）                      | Peek A Boo／正  | 團體最終活動日2023年9月17日 |
| 鄭佳郁          | Cheng Chia-yu  | 2004年4月28日  | 台北市       | 1期                | 2023年8月20日 （畢業）                      | Peek A Boo／正  | 阿美族原住民 團體最終活動日2023年9月17日 |
| 高硯晨          | Kao Yen-chen   | 2006年7月16日  | 新北市       | 1期                | 2023年8月20日 （畢業）                      | Peek A Boo／正  | 團體最終活動日2023年9月17日 |
| 劉語晴          | Liu Yu-ching   | 1996年7月14日  | 桃園市       | 1期                | 2023年8月20日 （畢業）                      | TIC TAC TOE／正 | AKB48 Team TP第二代隊長 前Unit Bellflower组长 Unit TIC TAC TOE初代組長 團體最終活動日2023年10月6日 現為女團KIRIS成員                                           |
| 冼迪琦          | Sin Tik-kei    | 1999年2月13日  | 香港         | 1期                | 2023年8月20日 （畢業）                      | Peek A Boo／正  | 團體最終活動日2023年10月6日 現為Passion Sisters成員 |
| 李采潔          | Li Cai-jie     | 2004年3月15日  | 台北市       | 1期                | 2023年8月20日 （畢業）                      | Peek A Boo／正  | 姊姊為李佳俐 團體最終活動日2023年10月6日 |
| 李佳俐          | Li Jia-li      | 2001年11月5日  | 台北市       | 1期                | 2023年8月20日 （畢業）                      | Peek A Boo／正  | 妹妹為李采潔 團體最終活動日2023年10月29日 現為Fubon Angels成員                                                                                                 |
| 賈宜蓁          | Chia I-chen    | 1999年8月18日  | 新竹市       | 1期                | 2023年10月14日                              | TIC TAC TOE／研 | |
| 國興瑀          | Kuo Shin-yu    | 2002年10月11日 | 台北市       | AKB48 台灣徵選活動 | 2024年10月19日 （畢業）                     | TIC TAC TOE／正 | 團體最終活動日2024年10月27日 |
| 袁子筑          | Yuan Tzu-chu   | 1999年5月7日   | 新北市       | 2期                | 2024年12月22日 （畢業）                     | TIC TAC TOE／正 | 前所屬經紀公司為伊林娛樂 現為慕獅女孩成員 |
| 林亭莉          | Lin Ting-li    | 1999年6月1日   | 桃園市       | 2期                | 2024年12月22日 （畢業）                     | Peek A Boo／正  | 泰雅族原住民 團體最終活動日2025年4月26日 |
| 吳婉淩          | Wu Wan-ling    | 2004年8月10日  | 台北市       | 2期                | 2024年12月22日 （畢業）                     | Peek A Boo／正  | 團體最終活動日2025年4月26日 |
| 翁彤薰          | Weng Tung-hsun | 1997年5月19日  | 台北市       | 2期                | 2025年3月23日 （畢業）                      | TIC TAC TOE／正 | |
| 吳騏卉          | Wu Chi-hui     | 1998年10月25日 | 台北市       | 2期                | 2025年3月23日 （畢業）                      | TIC TAC TOE／正 | 團體最終活動日2025年4月26日 |
| 宮田留佳        | Miyata Ruka    | 1996年4月22日  | 日本山梨縣   | 2期                | 2025年3月23日 （畢業）                      | Peek A Boo／正  | 團體最終活動日2025年4月27日 |
| 周家安          | Chou Chia-an   | 2003年10月9日  | 台中市       | 2期                | 2025年3月23日 （畢業）                      | Peek A Boo／正  | 原AKB48台灣研究生（中途退出） 前所属经纪公司为伊林娱乐 團體最終活動日2025年4月27日                                                                             |
| 董子瑄          | Tung Zih-syuan | 2003年12月4日  | 台北市       | 1期                | 2025年5月25日 （畢業）                      | Peek A Boo／正  | |
| 李佩宜          | Li Pei-yi      | 2010年7月6日   |              | 5期                | 2025年6月30日                               | TIC TAC TOE／研 | |

## 成員徵選

### TPE48 1期生
报名資格：
1. 經驗不拘。
2. 足歲滿11～23歲女性（未滿20歲者須經監護人同意）。
3. 合格後可與TPE48營運方簽訂專屬經紀合約，並長期在台北進行演藝活動者。

- 徵選期間：2017年9月1日－10月1日
- 徵選過程：

1. 一次審査／書面審查：2017年10月上旬
2. 二次審査／面試：2017年10月21日、22日
3. 三次審査／自我展現人氣／結果發表：2017年11月9日－2018年1月19日（入選者148人→通過者72人）
4. 最終審査／結果發表：2018年2月4日（入選者72人→通過者45人）

最終審查合格名單
（總計45人；標示粗體字為现时在籍成员）
黃子晴、張法法、潘姿怡、李佳俐、劉語晴、王逸嘉、林易沄、蔡亞恩、陳暐、賈宜蓁、小山美玲、周佳郁、李晨熙、李恩妘、邱品涵、翁立霏、林倢、林于馨、劉曉晴、蔡伊柔、冼迪琦、陳嘉希、柏靈、李孟純、張競、藤井麻由、高云珏、張羽翎、林潔心、國興瑀、鄭妤葳、董子瑄、劉潔明、陳詩雅、溫晨君、曾詩羽、陳詩媛、李采潔、鄭佳郁、羅瑞婷、本田柚萱、陳琳、高硯晨、林家瑩、劉姸廷
其余知名参加者
瑋伶（PER6IX）、黃昱燕（3期生）、孟庭筠（4期生）

### 2期生
报名資格：
1. 經驗不拘。
2. 足歲滿12～24歲女性（未滿20歲者須經監護人同意）。外國籍報名者限足歲滿16～24歲的女性方可報名。
3. 合格後可與AKB48 Team TP營運方簽訂專屬經紀合約，並長期在台北進行演藝活動者。報名者若已有經紀約，須於報名表註明經紀公司名稱及經紀約類型。

- 招募期間：2019年8月1日－9月30日
- 招募過程：

1. 一次審査／書面審查：2019年10月
2. 二次審査／面試：2019年11月上旬
3. 最終審査：10人合格

最終審查合格名單
（總計8人签约；標示粗體字為现时在籍成員）
宮田留佳、翁彤薫、吳騏卉、袁子筑、林亭莉、周家安、吳婉淩、林佳霓

### 3期生
報名資格：
1. 經驗不拘。
2. 足歲滿12～24歲女性。外國籍報名者需能以中文溝通。
3. 未與特定唱片公司、製作公司及音樂出版社簽訂專屬合約。
4. 合格後可與AKB48 Team TP營運方簽訂專屬經紀合約，並長期在台北進行演藝活動者。

- 招募期間：2022年2月16日－3月31日
- 招募過程：

1. 一次審査／書面審查：通過審查者將以電話、電子郵件或郵件通知
2. 二次審査／面試：2022年4月初
3. 三次審査／面試：2022年4月底
4. 最終審査：4人合格

最終審查合格名單
（總計4人签约；標示粗體字為现时在籍成員）
黃奕霖、黃昱燕、張少瞳、蘇姮羽

### 4期生
報名資格：
1. 年滿12歲至24歲（含）女性，不限國籍皆可參加
2. 未與特定唱片公司、製作公司及音樂出版社簽訂專屬合約。
3. 合格時能與AKB48 Team TP營運方簽署合約者。
4. 合格後能以台北為主進行活動者。

- 招募期間：2023年2月20日－3月31日
- 招募過程：

1. 第一階段／書面審查：通過審查者將以電話、電子郵件或郵件通知
2. 第二階段／第一次現場審查（歌唱、舞蹈、攝影測試）：2023年4月8日、9日
3. 第三階段／第二次現場審查：2023年4月29日、30日
4. 最終審查前歌唱、舞蹈培訓：2023年5月5日~7日
5. 第四階段／最終審査：2023年5月27日
6. 審查結果發表：8人合格

最終審查合格名單
（總計8人签约；標示粗體字為现时在籍成員）
孟庭筠、范姜又恩、伊品、陳穎臻、陳昭霓、陳以凌、徐沛婠、翁曼綾

### 5期生
報名資格：
1. 年滿12歲至22歲（含）女性
2. 未成年者必須取得監護人同意後再行報名
3. 已有經紀約者，請明確告知經紀公司名稱及經紀約所屬類型
4. 需有簡單唱歌舞蹈基礎
5. 不限國籍
6. 不可有違法行為

- 招募期間：2024年1月23日－2月25日
- 資料審核：2024年2月26日－3月1日
- 審核通過通知：2024年3月4日－3月6日
- 面試：2024年3月9日－3月10日
- 審查結果發表：12人合格

最終審查合格名單
（總計12人签约；標示粗體字為现时在籍成員）
唐靜、林瑋庭、陳泰琌、彭鈺婷、陳嘉儀、蔡喬茵、陳巧儀、邱宜靚、余嬿慈、楊亞芸、劉子菲、李佩宜

### 6期生
報名資格：
1. 年滿12歲至22歲（含）女性
2. 未成年者必須取得監護人同意後再行報名
3. 已有經紀約者，請明確告知經紀公司名稱及經紀約所屬類型
4. 需有簡單唱歌舞蹈基礎，會以態度、應對自我特色、才藝、人氣等等各方條件來進行審查
5. 不限國籍
6. 不可有違法行為

- 招募期間：2025年2月17日－4月13日
- 資料審核並寄出通過通知：2025年4月14日－5月2日
- 第一次面試：2025年5月11日

## 成員變化

### 成員增減
| 日期          | 事项 | 增減   | 人数   | 人数   | 人数   | 人数        | 人数       | 人数        | 加入期別 人數變動                             |        |
| TPE48         | TPE48 | TPE48  | TPE48  | TPE48  | TPE48  | TPE48       | TPE48      | TPE48       | TPE48                                         | TPE48  |
| 2017年        | 2017年 | 2017年 | 2017年 | 2017年 | 2017年 | 2017年      | 2017年     | 2017年      | 2017年                                        | 2017年 |
| ------------- | --- | ------ | ------ | ------ | ------ | ----------- | ---------- | ----------- | --------------------------------------------- | ------ |
| 12月1日       | 阿部瑪利亞正式移籍至TPE48 | +1     | 1      | 1      | 1      |             |            |             |                                               |        |
| 2018年        | 2018年 | 2018年 | 全     | 正     | 研     |             |            |             | 加入期別 人數變動                             |        |
| 3月10日       | TPE48活動開始 | +38    | 39     | 13     | 26     |             |            |             | 1期生32人 AKB48台灣徵選活動合格者6人          |        |
| 3月12日       | 正式成員及研究生個人資料於官方網站公布 | -      | 39     | 13     | 26     |             |            |             |                                               |        |
| 3月22日       | 周佳郁正式加入 | +1     | 40     | 13     | 27     |             |            |             | 1期生32人→33人                                |        |
| 7月30日       | TPE48重组为AKB48 Team TP的消息公布 | -      | （40） | （13） | （27） |             |            |             |                                               |        |
| 8月25日之前   | TPE48正式成员陳詩媛 研究生李晨熙、翁立霏、陳琳、劉姸廷 未簽約加入AKB48 Team TP                                                              | -5     | （35） | （12） | （23） |             |            |             | 1期生33人→29人 AKB48台灣徵選活動合格者6人→5人 |        |
| AKB48 Team TP | |        |        |        |        |             |            |             |                                               |        |
| 8月26日       | AKB48 Team TP成立 |        | 35     | 12     | 23     |             |            |             |                                               |        |
| 2019年        | 2019年 | 2019年 | 全     | 正     | 研     |             |            |             | 加入期别 人數變動                             |        |
| 6月15日       | 研究生刘晓晴及林于馨升格为正式成员 |        | 35     | 14     | 21     |             |            |             |                                               |        |
| 10月19日      | 阿部瑪利亞畢業 | -1     | 34     | 13     | 21     |             |            |             |                                               |        |
| 12月21日      | 2期生公布 | +8     | 42     | 13     | 29     |             |            |             | 2期生8人                                      |        |
| 2020年        | 2020年 | 2020年 | 全     | 正     | 研     | Daisy       | Bellflower | Sakura      | 加入期别 人數變動                             |        |
| 1月19日       | 研究生蔡亞恩及李佳俐升格為正式成員 |        | 42     | 15     | 27     |             |            |             |                                               |        |
| 3月7日        | 以分组形式活动 |        | 42     | 15     | 27     | 14          | 14         | 14          |                                               |        |
| 5月11日       | Unit Daisy研究生張法法異動至Unit Bellflower Unit Bellflower研究生董子瑄異動至Unit Daisy                                                     |        | 42     | 15     | 27     | 14          | 14         | 14          |                                               |        |
| 9月10日       | 官網移除劉潔明个人资料 | -1     | 41     | 14     | 27     | 14          | 13         | 14          | 1期生29人→28人                                |        |
| 10月9日       | 研究生周佳郁、藤井麻由、柏靈、李孟純升格為正式成員                                                                                          |        | 41     | 18     | 23     | 14          | 13         | 14          |                                               |        |
| 2021年        | 2021年 | 2021年 | 全     | 正     | 研     | Daisy       | Bellflower | Sakura      | 加入期別 人數變動                             |        |
| 3月25日       | 本田柚萱畢業 | -1     | 40     | 17     | 23     | 14          | 13         | 13          | 1期生28人→27人                                |        |
| 11月9日       | 曾詩羽、林家瑩 解約 | -2     | 38     | 16     | 22     | 14          | 13         | 11          | 1期生27人→25人                                |        |
| 2022年        | 2022年 | 2022年 | 全     | 正     | 研     | Daisy       | Bellflower | Sakura      | 加入期別 人數變動                             |        |
| 1月22日       | 研究生林易沄、王逸嘉 升格為正式成員 |        | 38     | 18     | 20     | 14          | 13         | 11          |                                               |        |
| 8月28日       | 陳詩雅畢業 | -1     | 37     | 17     | 20     | 13          | 13         | 11          | AKB48台灣徵選活動合格者5人→4人                |        |
| 9月26日       | 3期生公布 | +4     | 41     | 17     | 24     | 13          | 13         | 11          | 3期生4人                                      |        |
| 11月12日      | 研究生蔡伊柔、鄭佳郁 升格為正式成員 |        | 41     | 19     | 22     | 13          | 13         | 11          |                                               |        |
| 12月17日      | 研究生林亭莉 升格為正式成員 |        | 41     | 20     | 21     | 13          | 13         | 11          |                                               |        |
| 12月18日      | 研究生李采潔、宮田留佳 升格為正式成員 |        | 41     | 22     | 19     | 13          | 13         | 11          |                                               |        |
| 2023年        | 2023年 | 2023年 | 全     | 正     | 研     | Daisy       | Bellflower | Sakura      | 加入期別 人數變動                             |        |
| 1月15日       | 研究生林潔心 升格為正式成員 |        | 41     | 23     | 18     | 13          | 13         | 11          |                                               |        |
| 2023年        | 2023年 | 2023年 | 全     | 正     | 研     | TIC TAC TOE | Peek A Boo | 未分組 成員 | 加入期別 人數變動                             |        |
| 1月16日       | 新體制開始 |        | 41     | 23     | 18     | 18          | 19         | 4           |                                               |        |
| 2月19日       | 研究生董子瑄、羅瑞婷 升格為正式成員 3期生黃奕霖、張少瞳編入Unit TIC TAC TOE 黃昱燕、蘇姮羽編入Unit Peek A Boo                               |        | 41     | 25     | 16     | 20          | 21         |             |                                               |        |
| 4月21日       | 柏靈 解約 | -1     | 40     | 24     | 16     | 19          | 21         |             | 1期生25人→24人                                |        |
| 5月17日       | 林佳霓 解約 | -1     | 39     | 24     | 15     | 19          | 20         |             | 2期生8人→7人                                  |        |
| 6月7日        | 藤井麻由 解雇 | -1     | 38     | 23     | 15     | 18          | 20         |             | 1期生24人→23人                                |        |
| 7月4日        | 4期生公布 | +8     | 46     | 23     | 23     | 18          | 20         | 8           | 4期生8人                                      |        |
| 7月22日       | 研究生翁彤薰、周家安 升格為正式成員 |        | 46     | 25     | 21     | 18          | 20         | 8           |                                               |        |
| 7月23日       | 研究生袁子筑 升格為正式成員 |        | 46     | 26     | 20     | 18          | 20         | 8           |                                               |        |
| 7月29日       | 研究生高云珏、張法法、小山美玲、鄭妤葳、高硯晨 升格為正式成員                                                                               |        | 46     | 31     | 15     | 18          | 20         | 8           |                                               |        |
| 8月20日       | 林倢、周佳郁、高云珏、張法法、小山美玲、林潔心、羅瑞婷、邱品涵、王逸嘉、李孟純、鄭妤葳、鄭佳郁、高硯晨、劉語晴、冼迪琦、李采潔、李佳俐 畢業 | -17    | 29     | 14     | 15     | 10          | 11         | 8           | AKB48台灣徵選活動合格者4人→2人 1期生23人→8人  |        |
| 8月21日       | 新體制開始 4期生孟庭筠、伊品、陳昭霓、翁曼綾編入Unit TIC TAC TOE 范姜又恩、陳穎臻、陳以凌、徐沛婠編入Unit Peek A Boo                        |        | 29     | 14     | 15     | 14          | 15         |             |                                               |        |
| 10月14日      | 賈宜蓁 活動結束 | -1     | 28     | 14     | 14     | 13          | 15         |             | 1期生8人→7人                                  |        |
| 2024年        | 2024年 | 2024年 | 全     | 正     | 研     | TIC TAC TOE | Peek A Boo | 未分組 成員 | 加入期別 人數變動                             |        |
| 6月22日       | 研究生吳婉淩、吳騏卉 升格為正式成員 |        | 28     | 16     | 12     | 13          | 15         |             |                                               |        |
| 8月17日       | 5期生公布 | +12    | 40     | 16     | 24     | 13          | 15         | 12          | 5期生12人                                     |        |
| 10月19日      | 國興瑀 畢業 | -1     | 39     | 15     | 24     | 12          | 15         | 12          | AKB48台灣徵選活動合格者2人→1人                |        |
| 12月22日      | 袁子筑、林亭莉、吳婉淩 畢業 | -3     | 36     | 12     | 24     | 11          | 13         | 12          | 2期生7人→4人                                  |        |
| 2025年        | 2025年 | 2025年 | 全     | 正     | 研     | TIC TAC TOE | Peek A Boo | 未分組 成員 | 加入期別 人數變動                             |        |
| 1月26日       | 5期生唐靜、林瑋庭、陳泰琌、陳嘉儀、邱宜靚、楊亞芸、李佩宜編入Unit TIC TAC TOE 彭鈺婷、蔡喬茵、陳巧儀、余嬿慈、劉子菲編入Unit Peek A Boo     |        | 36     | 12     | 24     | 18          | 18         |             |                                               |        |
| 3月23日       | 翁彤薰、吳騏卉、宮田留佳、周家安 畢業 | -4     | 32     | 8      | 24     | 16          | 16         |             | 2期生4人→0人                                  |        |
| 5月24日       | 研究生張少瞳、伊品 升格為正式成員 |        | 32     | 10     | 22     | 16          | 16         |             |                                               |        |
| 5月25日       | 董子瑄 畢業 | -1     | 31     | 9      | 22     | 16          | 15         |             | 1期生7人→6人                                  |        |
| 6月30日       | 李佩宜 活動結束 | -1     | 30     | 9      | 21     | 15          | 15         |             | 5期生12人→11人                                |        |

### 自研究生升為正式成員的升格者
| 升格日期 | 姓名     | 加入期別 | 備註                                   |
| 2019年   | 2019年   | 2019年   | 2019年                                 |
| -------- | -------- | -------- | -------------------------------------- |
| 6月15日  | 劉曉晴   | 1期      | 1期生最初的升格者                      |
| 6月15日  | 林于馨   | 1期      | 1期生最初的升格者                      |
| 2020年   |          |          |                                        |
| 1月19日  | 蔡亞恩   | 1期      |                                        |
| 1月19日  | 李佳俐   | 1期      | 於2023年8月20日畢業                    |
| 10月9日  | 周佳郁   | 1期      | 於2023年8月20日畢業                    |
| 10月9日  | 藤井麻由 | 1期      | 於2023年6月7日離開團體                 |
| 10月9日  | 柏靈     | 1期      | 於2023年4月21日解約並離開團體          |
| 10月9日  | 李孟純   | 1期      | 於2023年8月20日畢業                    |
| 2022年   |          |          |                                        |
| 1月22日  | 林易沄   | 1期      |                                        |
| 1月22日  | 王逸嘉   | 1期      | 於2023年8月20日畢業                    |
| 11月12日 | 蔡伊柔   | 1期      |                                        |
| 11月12日 | 鄭佳郁   | 1期      | 於2023年8月20日畢業                    |
| 12月17日 | 林亭莉   | 2期      | 於2024年12月22日畢業 2期生最初的升格者 |
| 12月18日 | 李采潔   | 1期      | 於2023年8月20日畢業                    |
| 12月18日 | 宮田留佳 | 2期      | 於2025年3月23日畢業                    |
| 2023年   |          |          |                                        |
| 1月15日  | 林潔心   | 1期      | 於2023年8月20日畢業                    |
| 2月19日  | 董子瑄   | 1期      | 於2025年5月25日畢業                    |
| 2月19日  | 羅瑞婷   | 1期      | 於2023年8月20日畢業                    |
| 7月22日  | 翁彤薰   | 2期      | 於2025年3月23日畢業                    |
| 7月22日  | 周家安   | 2期      | 於2025年3月23日畢業                    |
| 7月23日  | 袁子筑   | 2期      | 於2024年12月22日畢業                   |
| 7月29日  | 高云珏   | 1期      | 於2023年8月20日畢業 1期生最後的升格者  |
| 7月29日  | 張法法   | 1期      | 於2023年8月20日畢業 1期生最後的升格者  |
| 7月29日  | 小山美玲 | 1期      | 於2023年8月20日畢業 1期生最後的升格者  |
| 7月29日  | 鄭妤葳   | 1期      | 於2023年8月20日畢業 1期生最後的升格者  |
| 7月29日  | 高硯晨   | 1期      | 於2023年8月20日畢業 1期生最後的升格者  |
| 2024年   |          |          |                                        |
| 6月22日  | 吳婉淩   | 2期      | 於2024年12月22日畢業 2期生最後的升格者 |
| 6月22日  | 吳騏卉   | 2期      | 於2025年3月23日畢業 2期生最後的升格者  |
| 2025年   |          |          |                                        |
| 5月24日  | 張少瞳   | 3期      | 3期生最初的升格者                      |
| 5月24日  | 伊品     | 4期      | 4期生最初的升格者                      |

### 隊長更迭歷史
總隊長
| 第一任                            | 第二任                            | 第三任                  |
| --------------------------------- | --------------------------------- | ----------------------- |
| 陳詩雅 （2018.08.26－2022.06.30） | 劉語晴 （2022.07.01－2023.07.30） | 林易沄 （2023.08.01－） |

小組隊長
首次分组
| Unit Daisy                        | Unit Bellflower                   | Unit Sakura                       |
| --------------------------------- | --------------------------------- | --------------------------------- |
| 陳詩雅 （2019.12.21－2022.08.28） | 劉語晴 （2019.12.21－2023.01.14） | 劉曉晴 （2019.12.21－2023.01.14） |

現行體制分組
| 小組   | Unit TIC TAC TOE                  | Unit Peek A Boo                   |
| ------ | --------------------------------- | --------------------------------- |
| 第一任 | 劉語晴 （2023.01.15－2023.08.20） | 王逸嘉 （2023.01.15－2023.08.20） |
| 第二任 | 劉曉晴 （2023.08.21－）           | 蔡亞恩 （2023.08.21－）           |

## 子团体

### The Puzzle5
2020年3月2日，樂團養成企劃啟動，选拔潘姿怡（貝斯手）、冼迪琦（鼓手）、李佳俐（主唱）、柏靈（鍵盤手）、林亭莉（吉他手）组成樂團「The Puzzle5」，在两个月之间练习《365天的紙飛機》并举行活动，达成目标即可发行单独EP。企划开始时目标为举办动员200名观众的演唱会，後因嚴重特殊傳染性肺炎疫情更改目标为在线上直播中动员300名观众，在4月30日的直播中，动员观众超过了300名（最高386名），达成了设定的目标。團名The Puzzle5 以「拼圖」為概念主軸，結合 AKB48 Team TP 的「T、P」兩字及數字「5」，意旨The Puzzle5是由五位成員組合而成的女子樂團。乐团团长为柏靈。12月4日，乐团发行首张单曲《Majisuka Rock n' roll》，并在同日於西門河岸留言举办發片紀念 LIVE Show。

#### 團員
| 姓名   | 乐团艺名 | 乐器   | 代表色     | 備註 |
| ------ | -------- | ------ | ---------- | ---- |
| 潘姿怡 | Mayon    | 貝斯手 | 太陽黃（） |      |
| 冼迪琦 | StaRry   | 鼓手   | 番茄紅（） |      |
| 李佳俐 | Liz      | 主唱   | 莓果紅（） |      |
| 柏靈   | LiEN     | 鍵盤手 | 寶石藍（） | 团长 |
| 林亭莉 | IZ       | 吉他手 | 丁香紫（） |      |

#### 作品

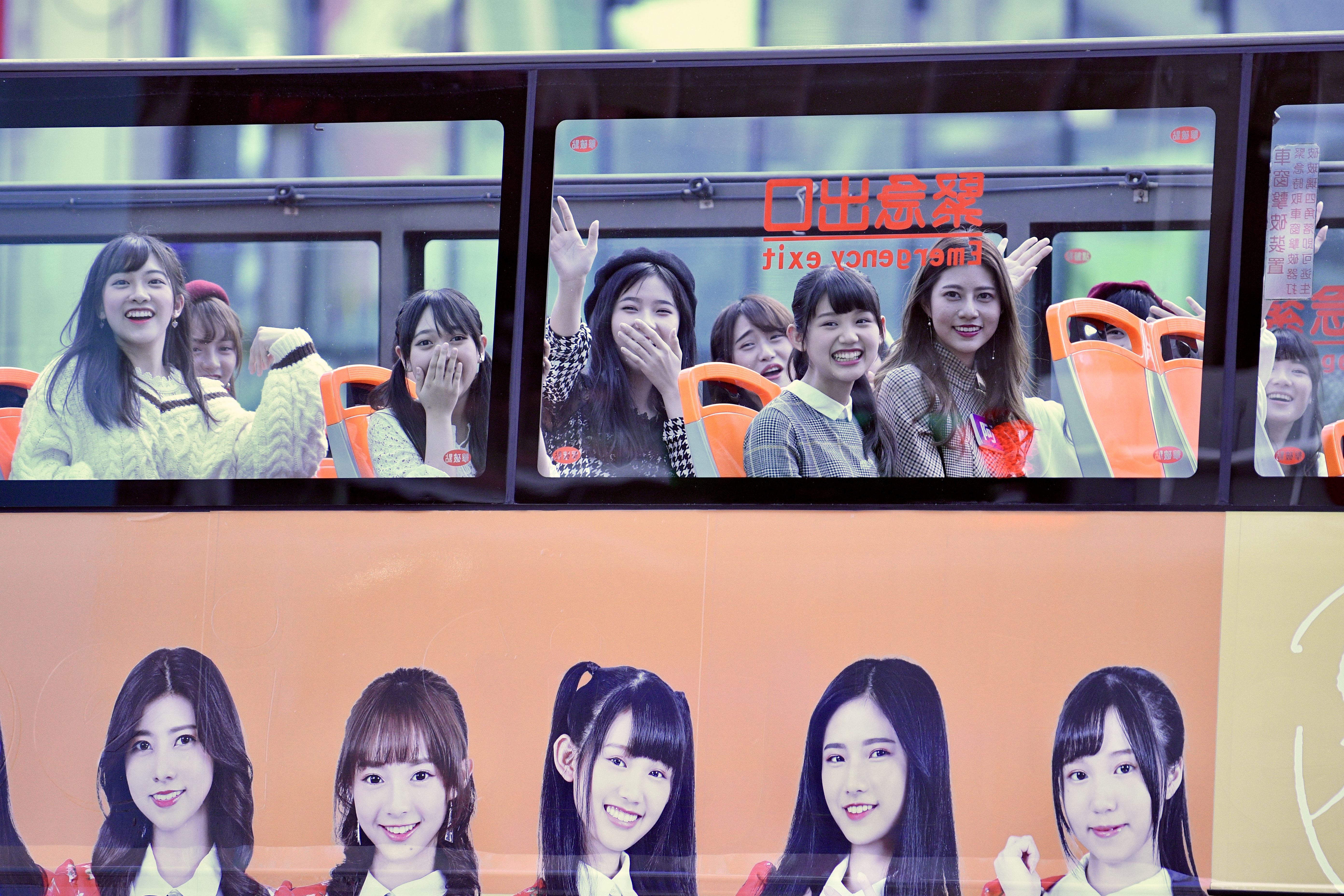
《勇往直前》選拔成員搭乘專屬雙層觀光巴士出席快閃見面活動（照片拍攝於2019年1月4日）

專輯
| 張數 | 发售日        | 專輯名称 （翻唱曲目）                       | 发售形态   | 唱片編號 |
| ---- | ------------- | ------------------------------------------- | ---------- | -------- |
| 1st  | 2020年12月4日 | Majisuka Rock n' Roll （AKB48《真假搖滾》） | 快閃隨身碟 |          |

音樂錄影帶
| 公开时间      | 歌曲                      | 导演       | 备注 |
| ------------- | ------------------------- | ---------- | ---- |
| 2020年12月4日 | 《Majisuka Rock n' Roll》 | Bruce Wang |      |

## 作品

### 單曲
| 序   | 發行日期       | 單曲名称 （翻唱曲目）                                                    | 发售形态 | 唱片編號                             |
| ---- | -------------- | ------------------------------------------------------------------------ | -------- | ------------------------------------ |
| 1st  | 2018年12月25日 | 《勇往直前》 （AKB48《勇往直前》）                                       | CD＋DVD  | EMCD1808-1 （Type-A）                |
| 1st  | 2018年12月25日 | 《勇往直前》 （AKB48《勇往直前》）                                       | CD＋DVD  | EMCD1808-2 （Type-B）                |
| 2nd  | 2019年7月26日  | 《TTP Festival》 （Team Surprise《AKB Festival》）                       | CD＋DVD  | EMCD1906                             |
| 3rd  | 2019年12月25日 | 《看見夕陽了嗎？》 （AKB48《妳正在看著夕陽嗎？》）                       | CD＋DVD  | EMCD1908                             |
| 4th  | 2020年9月17日  | 《嗚吼嗚吼吼》 （AKB48《唔吼大遊行》）                                   | CD＋DVD  | EMCD2006                             |
| 5th  | 2021年10月15日 | 《一秒一秒約好》 （原創單曲）                                            | CD＋DVD  | EMCD2101                             |
| 6th  | 2022年10月14日 | 《無根無據Rumor》 （AKB48《一切都成Rumor》）                             | CD＋DVD  | TPDSG2006-A （A盤）                  |
| 6th  | 2022年10月14日 | 《無根無據Rumor》 （AKB48《一切都成Rumor》）                             | CD＋DVD  | TPDSG2006-B （B盤）                  |
| 6th  | 2022年10月14日 | 《無根無據Rumor》 （AKB48《一切都成Rumor》）                             | CD＋DVD  | TPDSG2006-C （陳詩雅畢業紀念限定盤） |
| 7th  | 2023年7月21日  | 《11月的腳鍊》 （AKB48《11月的腳鏈》）                                   | CD＋DVD  | TPDSG2007                            |
| 8th  | 2024年8月20日  | 《24/7 Shining》 （原創單曲）                                            | CD       | TPDSG2008                            |
| 9th  | 2025年2月14日  | 《Team UP》 （原創單曲）                                                 | CD       | TPDSG2009A （Type-A）                |
| 9th  | 2025年2月14日  | 《Team UP》 （原創單曲）                                                 | CD       | TPDSG2009B （Type-B）                |
| 10th |                | 《你會等我嗎？ / Oh my pumpkin!》 （原創單曲 / AKB48《Oh my pumpkin!》） |          |                                      |

### 數位單曲
| 發行日期      | 歌曲名称 （翻唱曲目）                  | 備註                               |
| ------------- | -------------------------------------- | ---------------------------------- |
| 2019年4月15日 | 綠草地上的奇蹟 （AKB48《草原的奇迹》） | 后收錄於第二張單曲《TTP Festival》 |

### 公演專輯
| 發行日期     | 專輯名称                | 發售形態                              | 備註                                     |
| ------------ | ----------------------- | ------------------------------------- | ---------------------------------------- |
| 2022年4月2日 | 《RESET錄音室錄音選輯》 | 三版本名18曲完整版CD＋精華版全收錄DVD | Unit Daisy、Unit Bellflower、Unit Sakura |

### 參與歌曲
AKB48 Team TP
| 發行日期      | 歌曲名稱       | 參與成員                                                                                      | 中心成員 | 備註                         |
| ------------- | -------------- | --------------------------------------------------------------------------------------------- | -------- | ---------------------------- |
| 2020年4月15日 | 《少女咖啡槍》 | 邱品涵、林于馨、潘姿怡、冼迪琦、李佳俐、 張羽翎、陳詩雅、李孟純、曾詩羽、劉語晴、蔡亞恩、林倢 | 邱品涵   | 遊戲《双生视界》繁中版主題曲 |

AKB48
| 發行日期      | 歌曲名稱       | 收錄唱片     | 參與成員                                              | 備註  |
| ------------- | -------------- | ------------ | ----------------------------------------------------- | ----- |
| 2018年3月14日 | 《交到朋友了》 | 《Ja-Ba-Ja》 | TPE48（陳詩雅、陳詩媛、邱品涵、林倢、國興瑀、張羽翎） | C/W曲 |

### MV
| 公开时间       | 歌曲               | 导演           | 备注                                 |
| TPE48          | TPE48              | TPE48          | TPE48                                |
| -------------- | ------------------ | -------------- | ------------------------------------ |
| 2017年9月      | 《恋爱的幸运饼干》 |                | 林倢、邱品涵                         |
| 2018年1月      | 《向前走》         | 黃原 Circle    | 阿部瑪利亞、TPE48第1期甄选参加者     |
| AKB48 Team TP  |                    |                |                                      |
| 2018年12月25日 | 《勇往直前》       | 黃原 Circle    |                                      |
| 2019年1月6日   | 《櫻花瓣》         | 黃原           |                                      |
| 2019年7月25日  | 《TTP Festival》   | 黃原           |                                      |
| 2019年9月19日  | 《LOVE修行》       |                |                                      |
| 2019年12月20日 | 《看見夕陽了嗎？》 | 黃原 Circle    |                                      |
| 2020年1月18日  | 《Only Today》     | 黃敏茜、殷柏林 | 因声音问题于次日重新公开             |
| 2020年9月17日  | 《嗚吼嗚吼吼》     | 蘇聖           |                                      |
| 2021年3月26日  | 《奔跑吧！企鵝》   | 蘇聖           |                                      |
| 2021年10月15日 | 《一秒一秒約好》   | 蘇聖           |                                      |
| 2021年11月22日 | 《未來的果實》     | 蘇聖           |                                      |
| 2022年7月15日  | 《因為喜歡你》     | 蘇聖           |                                      |
| 2022年7月27日  | 《夢之河》         | 蘇聖           |                                      |
| 2022年8月5日   | 《Go Now》         |                | 由成員（王逸嘉、林潔心）所創作的歌曲 |
| 2022年9月13日  | 《無根無據Rumor》  | 蘇聖           |                                      |
| 2023年6月13日  | 《11月的腳鍊》     | 蘇聖           |                                      |
| 2023年8月20日  | 《夢之路》         |                |                                      |
| 2024年8月20日  | 《24/7 Shining》   | 蘇聖           |                                      |
| 2024年11月20日 | 《就是好喜歡》     | 陳佳玫         |                                      |
| 2025年1月22日  | 《微笑ED》         |                |                                      |
| 2025年2月11日  | 《Team UP》        | 蘇聖           |                                      |

## 媒体出演

### 網路／電視節目
主办节目
- 《TTP偶像生死鬥》（Youtube）
  - 《第一季TTP偶像生死鬥之肺活量大賽》（2019年10月26日－2020年1月16日）
  - 《第二季TTP偶像生死鬥之智力大考驗》（2020年2月26日－5月6日）
  - 《第三季TTP偶像生死鬥之運動會前哨戰》（2020年7月22日－8月19日）
- 《AKB COME TRUE浪夢成真》（2020年2月14日－2022年8月14日，浪Live）
- 《TP 不可能的任務之樂團養成企劃》（2020年3月5日－5月8日，Youtube）[204][196]－The Puzzle5
- 《FUN 下偶包》（2020年5月8日－2020年12月25日，Youtube，每月5、15、25日更新）[205]－固定班底：劉語晴、邱品涵、蔡亞恩（开播起）；周佳郁、藤井麻由、袁子筑（7月25日起加入）
- 《Go！捷運直達》（2020年8月6日－2022年4月21日[206]，Youtube，隔週四更新）[207]－與臺北捷運、KKday合作；固定班底：劉曉晴、王逸嘉、宮田留佳
- 《動漫迷不迷》（2020年8月13日－2020年9月24日，YouTube）[208]－固定班底：曾詩羽、張羽翎、林家瑩
- 《AKB48 Team TP 和你宅一起》（2021年6月10日－，YouTube）
- 《Team TP 社團課》（2022年11月4日－2023年6月23日，YouTube，隔週五更新）
- 《TP才藝訓練班》（2023年1月11日－，浪Live）

参演节目
- 《DD52菱格世代》（2020年6月12日－9月4日，DD52菱格世代YouTube官方頻道、ETtoday新聞雲、中天綜合台、台視）[209]－劉曉晴、柏靈、林易沄、小山美玲、翁彤薰為該節目參賽選手[210]
- 《懿想天开》（2020年10月6日－，YouTube）陈诗雅自2020年10月6日，冼迪琦及林于馨自2023年1月1日担任主持人，另有成员不定期参演
- 《未來少女》（2023年7月29日－，TVBS欢乐台、TVBS精采台、中视主频）－董子瑄、伊品為該節目參賽選手

### 广播节目
- 《Team TP青春週記》（2019年3月14日－4月3日，每週四更新，KKBOX速爆音樂台）[211]

### 剧集
- 《TTP戀愛筆記本》（2020年6月22日－，与WeMedia合作）[212][213]

### 电影
- 《木蘭特工-MA宇宙》 - 高云珏、翁彤薰、林亭莉[214]

### 配音
- 《王可樂日語》初級課程（2021年6月） - 藤井麻由、小山美玲、宮田留佳[215]

## 劇場公演
AKB48 Team TP 公演《RESET》以Mini Concert的形式於華山1914文化創意產業園區烏梅劇院進行演出。2021年8月，受疫情影响，团体举办首次線上公演。2022年8月公演場地為三創生活園區，其餘場次地點為華山1914文化創意產業園區烏梅劇院。
| #   | 公演名稱                        | 日期                         | 公演地點                                       | 場數 | 備註           |
| --- | ------------------------------- | ---------------------------- | ---------------------------------------------- | ---- | -------------- |
| 1st | Team TP 1st Stage「RESET」公演  | 2020年9月19日－2023年1月15日 | 華山1914文化創意產業園區烏梅劇院、三創生活園區 | 57場 | 發行錄音室专辑 |
| 2nd | Team TP 2nd Stage「手牽手」公演 | 2023年3月18日－2025年3月23日 | 華山1914文化創意產業園區烏梅劇院               |      |                |
| -   | Team TP「RESET」公演            | 2025年5月23日－              | 華山1914文化創意產業園區烏梅劇院               |      |                |

## 活動

### 演唱會
| 名称                                                                | 日期                | 地点                              | 参与成员 | 备注                                                                      |
| 单独演唱会                                                          | 单独演唱会          | 单独演唱会                        | 单独演唱会 | 单独演唱会                                                                |
| ------------------------------------------------------------------- | ------------------- | --------------------------------- | --- | ------------------------------------------------------------------------- |
| AKB48 Team TP 1st Anniversary ~ 1周年紀念 Mini Concert~             | 2019年9月14日       | 華山1914文化創意產業園區 烏梅劇院 | 14日、20日 阿部瑪利亞、潘姿怡、劉潔明、劉曉晴、林于馨 柏靈、曾詩羽、藤井麻由、蔡伊柔、王逸嘉 張法法、林潔心、鄭妤葳、李采潔、鄭佳郁 高硯晨 15日、21日 陳詩雅、劉語晴、冼迪琦、邱品涵、張羽翎 李佳俐、曾詩羽、林倢、周佳郁、賈宜蓁 蔡亞恩、林易沄、高云珏、李孟純、小山美玲 羅瑞婷 | [ 87 ]                                                                    |
| AKB48 Team TP 1st Anniversary ~ 1周年紀念 Mini Concert~             | 2019年9月15日       | 華山1914文化創意產業園區 烏梅劇院 | 14日、20日 阿部瑪利亞、潘姿怡、劉潔明、劉曉晴、林于馨 柏靈、曾詩羽、藤井麻由、蔡伊柔、王逸嘉 張法法、林潔心、鄭妤葳、李采潔、鄭佳郁 高硯晨 15日、21日 陳詩雅、劉語晴、冼迪琦、邱品涵、張羽翎 李佳俐、曾詩羽、林倢、周佳郁、賈宜蓁 蔡亞恩、林易沄、高云珏、李孟純、小山美玲 羅瑞婷 | [ 87 ]                                                                    |
| AKB48 Team TP 1st Anniversary ~ 1周年紀念 Mini Concert~             | 2019年9月20日       | 華山1914文化創意產業園區 烏梅劇院 | 14日、20日 阿部瑪利亞、潘姿怡、劉潔明、劉曉晴、林于馨 柏靈、曾詩羽、藤井麻由、蔡伊柔、王逸嘉 張法法、林潔心、鄭妤葳、李采潔、鄭佳郁 高硯晨 15日、21日 陳詩雅、劉語晴、冼迪琦、邱品涵、張羽翎 李佳俐、曾詩羽、林倢、周佳郁、賈宜蓁 蔡亞恩、林易沄、高云珏、李孟純、小山美玲 羅瑞婷 | [ 87 ]                                                                    |
| AKB48 Team TP 1st Anniversary ~ 1周年紀念 Mini Concert~             | 2019年9月21日       | 華山1914文化創意產業園區 烏梅劇院 | 14日、20日 阿部瑪利亞、潘姿怡、劉潔明、劉曉晴、林于馨 柏靈、曾詩羽、藤井麻由、蔡伊柔、王逸嘉 張法法、林潔心、鄭妤葳、李采潔、鄭佳郁 高硯晨 15日、21日 陳詩雅、劉語晴、冼迪琦、邱品涵、張羽翎 李佳俐、曾詩羽、林倢、周佳郁、賈宜蓁 蔡亞恩、林易沄、高云珏、李孟純、小山美玲 羅瑞婷 | [ 87 ]                                                                    |
| AKB48 Team TP Mini Concert ～Are you ready for TP again～           | 2019年11月30日      | 華山1914文化創意產業園區 烏梅劇院 | 研究生18人 | [ 88 ]                                                                    |
| AKB48 Team TP Mini Concert ～Are you ready for TP again～           | 2019年12月1日       | 華山1914文化創意產業園區 烏梅劇院 | 正式成员11人 | [ 88 ]                                                                    |
| AKB48 Team TP Mini Concert ～只有夕陽沒有驚喜～                     | 2020年1月18日       | 華山1914文化創意產業園區 烏梅劇院 | 正式成員11人+二期研究生8人 | 单日两场                                                                  |
| AKB48 Team TP Mini Concert ～只有夕陽沒有驚喜～                     | 2020年1月19日       | 華山1914文化創意產業園區 烏梅劇院 | 一期研究生18人 |                                                                           |
| AKB48 Team TP Mini Concert ～Unit 初登場～                          | 2020年3月7日        | 華山1914文化創意產業園區 烏梅劇院 | Sakura（本田柚萱、吳騏卉缺席） | 副标题为 “～Sakura初登場 曉晴說了算～”                                    |
| AKB48 Team TP Mini Concert ～Unit 初登場～                          | 2020年3月7日        | 華山1914文化創意產業園區 烏梅劇院 | Daisy（國興瑀、张法法缺席） | 副标题为“～Daisy初登場～”                                                 |
| AKB48 Team TP Mini Concert ～Unit 初登場～                          | 2020年3月8日        | 華山1914文化創意產業園區 烏梅劇院 | Bellflower（劉潔明、董子瑄缺席） | 副标题为“～Bellflower初登場～”                                            |
| AKB48 Team TP Mini Concert ～會員限定場～                           | 2020年5月30日       | 華山1914文化創意產業園區 烏梅劇院 | Daisy（國興瑀缺席，由代役成員代演） |                                                                           |
| AKB48 Team TP Mini Concert ～會員限定場～                           | 2020年5月30日       | 華山1914文化創意產業園區 烏梅劇院 | Sakura（本田柚萱缺席） |                                                                           |
| AKB48 Team TP Mini Concert ～會員限定場～                           | 2020年5月31日       | 華山1914文化創意產業園區 烏梅劇院 | Bellflower（劉潔明、張法法缺席） |                                                                           |
| AKB48 Team TP Mini Concert ～來見面吧！～                           | 2020年6月19日       | 華山1914文化創意產業園區 烏梅劇院 | Daisy（國興瑀、賈宜蓁缺席） | 副标题为“～來跟小雛菊見面吧！～”                                          |
| AKB48 Team TP Mini Concert ～來見面吧！～                           | 2020年6月20日       | 華山1914文化創意產業園區 烏梅劇院 | Bellflower（劉潔明、張法法缺席） | 副标题为“～來跟風鈴草見面吧！～”                                          |
| AKB48 Team TP Mini Concert ～來見面吧！～                           | 2020年6月21日       | 華山1914文化創意產業園區 烏梅劇院 | Sakura（本田柚萱、林易沄缺席） | 副标题为“～來跟櫻花組見面吧！～”                                          |
| AKB48 Team TP Mini Concert ～與TTP一起戰勝夏天～                    | 2020年8月22日       | 華山1914文化創意產業園區 烏梅劇院 | Sakura（本田柚萱缺席） | 副標題為「～跟櫻花組一起戰勝夏天～」                                      |
| AKB48 Team TP Mini Concert ～與TTP一起戰勝夏天～                    | 2020年8月22日       | 華山1914文化創意產業園區 烏梅劇院 | Daisy | 副標題為「～跟小雛菊一起戰勝夏天～」                                      |
| AKB48 Team TP Mini Concert ～與TTP一起戰勝夏天～                    | 2020年8月23日       | 華山1914文化創意產業園區 烏梅劇院 | Bellflower（劉潔明、翁彤薫缺席） | 副標題為「～跟風鈴草一起戰勝夏天～」                                      |
| AKB48 Team TP ～2周年演唱會～                                       | 2020年10月9日       | 臺北市青少年發展處 臺北演藝廳     | 全員 | [ 228 ]                                                                   |
| AKB48 Team TP ～3周年演唱會～                                       | 2022年1月22日－23日 | 三創生活園區 CLAPPER STUDIO       | 全員 | [ 229 ]                                                                   |
| AKB48 Team TP ～陳詩雅畢業演唱會～                                  | 2022年7月24日       | Zepp New Taipei                   | 全員 | [ 158 ] [ 230 ] [ 159 ]                                                   |
| AKB48 Team TP ～4周年演唱會～                                       | 2023年2月18日－19日 | Zepp New Taipei                   | 全員 | [ 231 ] [ 232 ] [ 233 ]                                                   |
| AKB48 Team TP ～一期生演唱會～                                      | 2023年7月29日－30日 | 三創生活園區 CLAPPER STUDIO       | 1期生全員 | [ 146 ]                                                                   |
| AKB48 Team TP 五周年紀念演唱會 Playlist ~ Request Hour Best 25 ~    | 2024年8月17日       | 西門町新世界大樓WESTAR            | 全員 | [ 234 ] [ 235 ]                                                           |
| AKB48家族演唱会                                                     |                     |                                   | |                                                                           |
| AKB48 Group Asia Festival 2019 in BANGKOK Presented by SHANDA GAMES | 2019年1月27日       | 泰國曼谷Impact Arena              | 陳詩雅、劉語晴、邱品涵、阿部瑪利亞、潘姿怡、 曾詩羽、劉潔明、林于馨、冼迪琦、李孟純 | [ 70 ]                                                                    |
| AKB48 Group Asia Festival 2019 in SHANGHAI                          | 2019年8月24日       | 上海國家會展中心                  | 邱品涵、冼迪琦、潘姿怡、陳詩雅、 劉語晴、林于馨、劉潔明、劉曉晴 | [ 236 ] [ 237 ]                                                           |
| AKB48 in Taipei 2019～Are You Ready For It?                         | 2019年10月19日      | 台北小巨蛋                        | 陳詩雅、曾詩羽、阿部瑪利亞、劉語晴、潘姿怡、 劉潔明、冼迪琦、邱品涵、劉曉晴、林倢、 林于馨、張羽翎、周佳郁、藤井麻由、賈宜蓁、 柏靈、蔡亞恩、林易沄、蔡伊柔、高云珏、 李佳俐、王逸嘉、李孟純、小山美玲、林潔心                                                                    | 特別嘉賓 举行阿部瑪利亞毕业典礼                                           |
| AKB48 Group Asia Festival 2021 ONLINE                               | 2021年6月27日       | 線上直播                          | 全員 | 因應三級警戒取消現場演出 以第一屆運動會花絮及成員於自家錄製的表演影片替代 |
| 其他演唱會                                                          |                     |                                   | |                                                                           |
| @COOL JAPAN FEST 2018                                               | 2018年12月8日       | 台北圓山大飯店                    | 《勇往直前》选拔组 | [ 243 ]                                                                   |
| 第一屆台日紅白歌合戰                                                | 2019年4月13日       | 台北PIPE Live Music               | 阿部瑪利亞、陳詩雅、劉語晴、 邱品涵、潘姿怡、林于馨 | 阿部瑪利亞同时担任主持                                                    |
| 2019 SUPER BAND 團團轉演唱會                                        | 2019年4月20日       | 台北國際會議中心大會堂            | 陳詩雅、劉語晴、邱品涵、潘姿怡、 阿部瑪利亞、曾詩羽、張羽翎、劉潔明、 林于馨、劉曉晴、李佳俐、柏靈 | [ 79 ]                                                                    |
| ONE LOVE ASIA 線上慈善演唱會                                        | 2020年5月27日       |                                   | 冼迪琦、邱品涵、林于馨 | 以AKB48 Group名義參與演出 YouTube線上直播                                 |

### 主办活动
| 名称                                                                   | 日期                 | 地点                                   | 参与成员                                                | 备注            |
| ---------------------------------------------------------------------- | -------------------- | -------------------------------------- | ------------------------------------------------------- | --------------- |
| “第4回Touch The Japan in 台湾” AKB48 Team TP 首次表演活動 真的好想見你 | 2018年8月26日        | 台北世界貿易中心                       | 全员                                                    |                 |
| 全亞洲首場粉絲見面會                                                   | 2018年12月23日       | 台北三創生活園區5樓                    | 全员                                                    |                 |
| 首張單曲《勇往直前》握手會                                             | 2019年1月13日        | 台北三創生活園區                       | 全员                                                    |                 |
| 數位單曲「綠草地上的奇蹟」上架紀念活動 綠草地上的奇蹟約會              | 2019年5月19日        | 台北TAV Cafe藝術村餐坊                 | 《綠草地上的奇蹟》选拔成员                              | [ 246 ]         |
| AKB48 Team TP Fan Meeting～夏日祭典～                                  | 2019年6月15日        | 台北市松山文化創意園區二樓多功能展演廳 | 全員                                                    | [ 81 ]          |
| 第二張單曲《TTP Festival》握手會                                       | 2019年9月29日        | 台北市松山文化創意園區二樓多功能展演廳 | 全員                                                    | [ 247 ]         |
| AKB48 Team TP「看見夕陽了嗎？」發片紀念記者會 and 粉絲見面會           | 2019年12月21日       | 台北三創生活園區5樓                    | 發片記者會：《看見夕陽了嗎？》選拔成員 粉絲見面會：全员 | [ 248 ]         |
| AKB48 Team TP「看見夕陽了嗎？」《一日快閃》單曲手渡會                  | 2019年12月25日       | 松山文創園區文創大街                   | 《看見夕陽了嗎？》選拔成員                              | [ 249 ]         |
| AKB48 Team TP「看見夕陽了嗎？」全台巡迴簽唱會                          | 2020年1月4日         | 板橋車站Globall Mall 環球購物中心2樓   | 《看見夕陽了嗎？》選拔成員                              | [ 250 ]         |
| AKB48 Team TP「看見夕陽了嗎？」全台巡迴簽唱會                          | 2020年2月1日         | 台中廣三SOGO百貨1樓廣場                | 《看見夕陽了嗎？》選拔成員                              | [ 250 ]         |
| 第三張單曲《看見夕陽了嗎？》握手會                                     | 2020年6月27日－28日  | 臺北市電影主題公園                     | 全員                                                    | [ 251 ] [ 252 ] |
| 夏日約會                                                               | 2020年7月26日        | TAV Cafe藝術村餐坊                     | 全員                                                    | [ 253 ]         |
| 猜拳大會                                                               | 2020年9月20日        | 華山1914文化創意產業園區 烏梅劇院      | 全員                                                    | [ 107 ]         |
| AKB48 Team TP 2020 第一屆運動會                                        | 2020年11月14日       | 台北市立大學天母體育館                 | 全員                                                    | [ 254 ]         |
| 《嗚吼嗚吼吼》發行紀念合照會暨秋日祭典                                 | 2020年11月28日       | 台北市松山文化創意園區二樓多功能展演廳 | 全員                                                    | [ 255 ]         |
| 《嗚吼嗚吼吼》發行紀念握手會暨合照會                                   | 2021年3月13日－14日  | 台北市松山文化創意園區二樓多功能展演廳 | 全員                                                    | [ 106 ] [ 256 ] |
| 《一秒一秒約好》發售紀念握手會                                         | 2022年5月21日－22日  | 台北市松山文化創意園區二樓多功能展演廳 | 全員                                                    | [ 257 ]         |
| 《無根無據RUMOR》發售紀念握手會                                        | 2023年3月11日－12日  | 台北市松山文化創意園區二樓多功能展演廳 | 全員                                                    |                 |
| 《11月的腳鍊》發售紀念握手會                                           | 2023年9月16日－17日  | 台北市松山文化創意園區二樓多功能展演廳 | 全員                                                    |                 |
| 《24/7 Shining》發售紀念握手會                                         | 2024年10月26日－27日 |                                        | 全員                                                    |                 |

### 其他活动
| 名称                                           | 日期                 | 地点                         | 参与成员 | 备注            |
| ---------------------------------------------- | -------------------- | ---------------------------- | --- | --------------- |
| 戀愛幸運餅乾－公益義賣活動                     | 2018年11月11日       | 台北市信義商圈徒步區         | 劉語晴、冼迪琦、潘姿怡、曾詩羽、林于馨、陳詩雅、 張羽翎、邱品涵、李孟純、劉曉晴、劉潔明、李佳俐、 周佳郁、蔡伊柔、阿部瑪利亞                  |                 |
| 2019第七屆TICA台北國際動漫節                   | 2019年1月19日        | 南港展覽館                   | 陳詩雅、阿部瑪利亞、劉語晴、潘姿怡、冼迪琦、邱品涵、 藤井麻由、柏靈、蔡伊柔、小山美玲、董子瑄、蔡亞恩                                         |                 |
| 2019第七屆TICA台北國際動漫節                   | 2019年1月20日        | 南港展覽館                   | 曾詩羽、劉潔明、林倢、張羽翎、周佳郁、劉曉晴、 林易沄、高云珏、李佳俐、林于馨、李孟純、林家瑩                                                 |                 |
| 2019【台灣燈會】                               | 2019年2月19日        | 屏東大鵬灣國家風景區         | 《勇往直前》选拔组 | 開幕表演嘉賓    |
| C3AFA in HONG KONG 2019 AIKATSU! Special Stage | 2019年2月24日        | 香港会议展览中心             | 潘姿怡、邱品涵 |                 |
| 偶像學園全台巡迴體驗會                         | 2019年3月24日        | 台北TOYWORLD美麗華           | 潘姿怡、邱品涵 |                 |
| 偶像學園全台巡迴體驗會                         | 2019年3月25日        | 新北SEGA林口三井店           | 阿部瑪利亞、陳詩雅 |                 |
| 偶像學園全台巡迴體驗會                         | 2019年3月25日        | 桃園SEGA大江店               | 劉語晴、劉潔明 |                 |
| 偶像學園全台巡迴體驗會                         | 2019年3月30日        | 台中SEGA老虎城店             | 林于馨、邱品涵 |                 |
| 偶像學園全台巡迴體驗會                         | 2019年3月31日        | 高雄FUNBOX夢時代             | 陳詩雅、潘姿怡 |                 |
| 2019台北國際連鎖加盟大展                       | 2019年4月14日        | 台北世貿一館A區大會舞台      | 陳詩雅、邱品涵、劉語晴、阿部瑪利亞、潘姿怡、劉潔明                                                                                            | [ 78 ]          |
| 2019海峡两岸电竞文化节暨上海电竞嘉年华         | 2019年7月3日         | 上海光大会展中心             | 陳詩雅、邱品涵、劉語晴 | [ 258 ] [ 259 ] |
| IDOLidge Carnival in TAIPEI                    | 2019年8月17日        | 克音樂                       | 潘姿怡、劉曉晴、林于馨、張羽翎、李佳俐、柏靈                                                                                                  | [ 260 ]         |
| Guild Friends ULTRA LIVE Vol.1 in TAIPEI       | 2019年8月18日        | 台北三創生活園區             | 陳詩雅、冼迪琦、邱品涵、阿部瑪利亞、劉語晴、劉潔明                                                                                            | [ 261 ]         |
| 《中華職棒 富邦悍將 vs Lamigo桃猿》開場表演    | 2019年9月8日         | 桃園國際棒球場               | 《TTP Festival》选拔组 | 表演嘉賓        |
| 偶像學園Friends！No.1超級偶像決定賽            | 2019年10月23日       | 新光三越高雄左營店           | 潘姿怡、邱品涵 | 活動嘉賓        |
| 偶像學園Friends！No.1超級偶像決定賽            | 2019年11月2日        | 台中大魯閣新時代             | 潘姿怡、邱品涵 | 活動嘉賓        |
| 偶像學園Friends！No.1超級偶像決定賽            | 2019年11月9日        | 新光三越台北信義新天地A9館   | 陳詩雅、劉語晴、潘姿怡、劉潔明、邱品涵、林于馨                                                                                                | 活動嘉賓        |
| 2019桃園鐵玫瑰國際音樂節 鐵粉搖滾趴            | 2019年12月8日        | 桃園高鐵站前廣場             | 陳詩雅、劉語晴、潘姿怡、劉潔明、 冼迪琦、劉曉晴、林于馨、李佳俐                                                                               | 表演嘉賓        |
| AKB48 Team TP 聯名牛軋餅 限量款 暖心首賣會     | 2019年11月30日       | 華山文創 烏梅劇院            | 柏靈、李佳俐 | [ 265 ]         |
| AKB48 Team TP 聯名牛軋餅 限量款 暖心首賣會     | 2019年12月1日        | 華山文創 烏梅劇院            | 劉語晴、劉潔明、冼迪琦、潘姿怡、邱品涵、 劉曉晴、陳詩雅、林于馨、張羽翎                                                                       | [ 265 ]         |
| 2020宜蘭熊讚跨年晚會                           | 2019年12月31日       | 宜蘭市新月廣場               | 曾詩羽、陳詩雅、劉語晴、潘姿怡、劉潔明、冼迪琦 劉曉晴、林倢、林于馨、藤井麻由、蔡亞恩、李佳俐                                                 | [ 266 ]         |
| 2020好客音浪仲夏搖滾音樂會                     | 2020年8月30日        | 桃園觀音蓮花季主會場         | 陳詩雅、潘姿怡、邱品涵、蔡亞恩、李佳俐、藤井麻由                                                                                              | 表演嘉賓        |
| 2020噗通水夏祭                                 | 2020年9月27日        | 宜蘭縣蘇澳鎮武荖坑風景區     | 冼迪琦、林于馨、邱品涵 陳詩雅、劉曉晴、劉語晴                                                                                                 | 表演嘉賓        |
| 清交草地音樂祭                                 | 2020年11月15日       | 新竹國立交通大學浩然前廣場   | 林倢、藤井麻由、邱品涵 劉語晴、李佳俐、羅瑞婷                                                                                                 |                 |
| 2020 毛寶貝幸福耶誕趴 新北歡樂耶誕城           | 2020年11月19日       | 板橋府中非常熱區             | 劉曉晴、陳詩雅、潘姿怡 劉語晴、林于馨、周佳郁                                                                                                 |                 |
| PRIDE盃第三屆公益電音3vs3籃球賽                | 2020年12月20日       | 基隆市國立臺灣海洋大學育樂館 | 李孟純、藤井麻由、柏靈、邱品涵、李佳俐、周佳郁 林于馨、陳詩雅、冼迪琦、蔡亞恩、劉曉晴、林倢                                                   | 表演嘉賓        |
| 政大聖誕市集                                   | 2020年12月24日       | 政治大學 聖誕市集主舞台      | 林倢、藤井麻由、邱品涵 劉語晴、李佳俐、羅瑞婷                                                                                                 |                 |
| 2021高雄大港開唱                               | 2021年3月28日        | 高雄駁二藝術特區             | 陳詩雅、藤井麻由、邱品涵、蔡亞恩、李佳俐、林于馨                                                                                              | [ 270 ]         |
| 2021苗栗海洋觀光季音樂晚會                     | 2021年10月9日        | 苗栗通霄漁港                 | 林易沄、藤井麻由、潘姿怡、陳詩雅、林于馨 冼迪琦、王逸嘉、邱品涵、劉語晴、劉曉晴                                                               |                 |
| 《統一獅 VS 樂天桃猿》                         | 2021年11月2日        | 桃園桃園國際棒球場           | 《一秒一秒約好》選拔組 | 表演嘉賓        |
| Xmas叮叮噹 Hangout音樂演唱會                   | 2021年12月4日        | 台北真善美廣場               | 林于馨、劉曉晴、冼迪琦、蔡亞恩、李佳俐、潘姿怡                                                                                                |                 |
| 赤聲躁動音樂祭                                 | 2021年12月18日－19日 | 台中洲際小巨蛋               | 陳詩雅、劉語晴、柏靈、邱品涵、蔡亞恩、林于馨                                                                                                  | [ 272 ]         |
| 2021 苗栗耶誕貓裏 菁彩降臨 貓裏之夜            | 2021年12月24日       | 苗栗縣政府第一辦公大樓前廣場 | 柏靈、藤井麻由、陳詩雅、林于馨、李佳俐、張羽翎                                                                                                |                 |
| 桃園陽光劇場開幕演唱會                         | 2021年12月25日       | 桃園陽光劇場                 | 全員 | [ 273 ]         |
| 2022年臺北燈節                                 | 2022年2月20日        | 2022年臺北燈節虎舞台         | 陳詩雅、劉語晴、潘姿怡、藤井麻由、冼迪琦、邱品涵 劉曉晴、蔡亞恩、林易沄、李佳俐、王逸嘉、林于馨                                               | [ 274 ]         |
| 新竹高中99TH愛心園遊會活動                     | 2022年3月12日        | 新竹高中操場                 | 林于馨、林易沄、劉曉晴 李佳俐、潘姿怡、劉語晴                                                                                                 | [ 275 ]         |
| 「城南有意思」生活節                           | 2022年4月2日         |                              | 劉語晴、蔡伊柔、潘姿怡、藤井麻由、劉曉晴 蔡亞恩、林易沄、周家安、吳婉淩、林佳霓                                                               | [ 276 ]         |
| TIF ASIA TOUR 2022 in 台北                     | 2022年5月15日        | 凝聚力展演空間               | 劉語晴、藤井麻由、冼迪琦 邱品涵、李佳俐、林于馨                                                                                               | [ 277 ]         |
| 2022哈瑪星鼓山濱線祭                           | 2022年10月1日        | 新濱・駅前                   | 劉語晴、周佳郁、藤井麻由、邱品涵 林倢、李佳俐、林于馨、鄭佳郁⁣                                                                                 | [ 278 ]         |
| 2022桃園健康樂活食安嘉年華                     | 2022年10月4日        | 桃園巨蛋體育館               | 邱品涵、劉語晴、藤井麻由 林于馨、冼迪琦、蔡亞恩⁣                                                                                               | [ 279 ]         |
| 2022高雄左營萬年季                             | 2022年10月9日        | 高雄左營孔廟                 | 劉語晴、藤井麻由、邱品涵、林易沄、林倢 林于馨、蔡伊柔、董子瑄、李采潔、羅瑞婷⁣                                                                 |                 |
| 士林官邸菊展 菊展慶生音樂會                    | 2022年12月3日        | 士林官邸露天音樂座           | 周佳郁、邱品涵、劉曉晴、李佳俐 林于馨、鄭佳郁、李采潔、周家安⁣⁣                                                                                 | [ 280 ]         |
| 全嘉藝起來 嘉義市跨年晚會                      | 2022年12月31日       | ⁣嘉義市立體育場               | 劉語晴、周佳郁、藤井麻由、冼迪琦、柏靈、邱品涵、劉曉晴、蔡亞恩、林易沄 林倢、蔡伊柔、李佳俐、王逸嘉、林于馨、鄭佳郁、小山美玲、李采潔、周家安⁣⁣ | [ 281 ]         |
| TAINAN搖滾春天演唱會                           | 2023年2月28日        | 大臺南會展中心⁣               | 劉語晴、藤井麻由、蔡亞恩、林易沄、蔡伊柔、李佳俐、羅瑞婷、周家安⁣⁣                                                                              |                 |
| 2023春嘻風鈴                                   | 2023年3月4日         | 嘉義縣中埔鄉忠義橋八掌溪畔⁣⁣⁣⁣   | 劉語晴、潘姿怡、劉曉晴、林易沄⁣⁣⁣⁣ |                 |
| 2023大港開唱 MEGAPORT Festival                 | 2023年4月2日         | 高雄駁二藝術特區⁣⁣⁣⁣             | 劉語晴、藤井麻由、劉曉晴、林易沄、李佳俐、林于馨⁣⁣⁣                                                                                              | [ 282 ]         |
| 2023彌陀港虱目魚文化節                         | 2023年11月5日        | 高雄彌陀漁港⁣⁣⁣⁣                 | 潘姿怡、林易沄⁣⁣⁣⁣、蔡亞恩、林于馨、吳婉淩、袁子筑                                                                                                |                 |

## 廣告代言

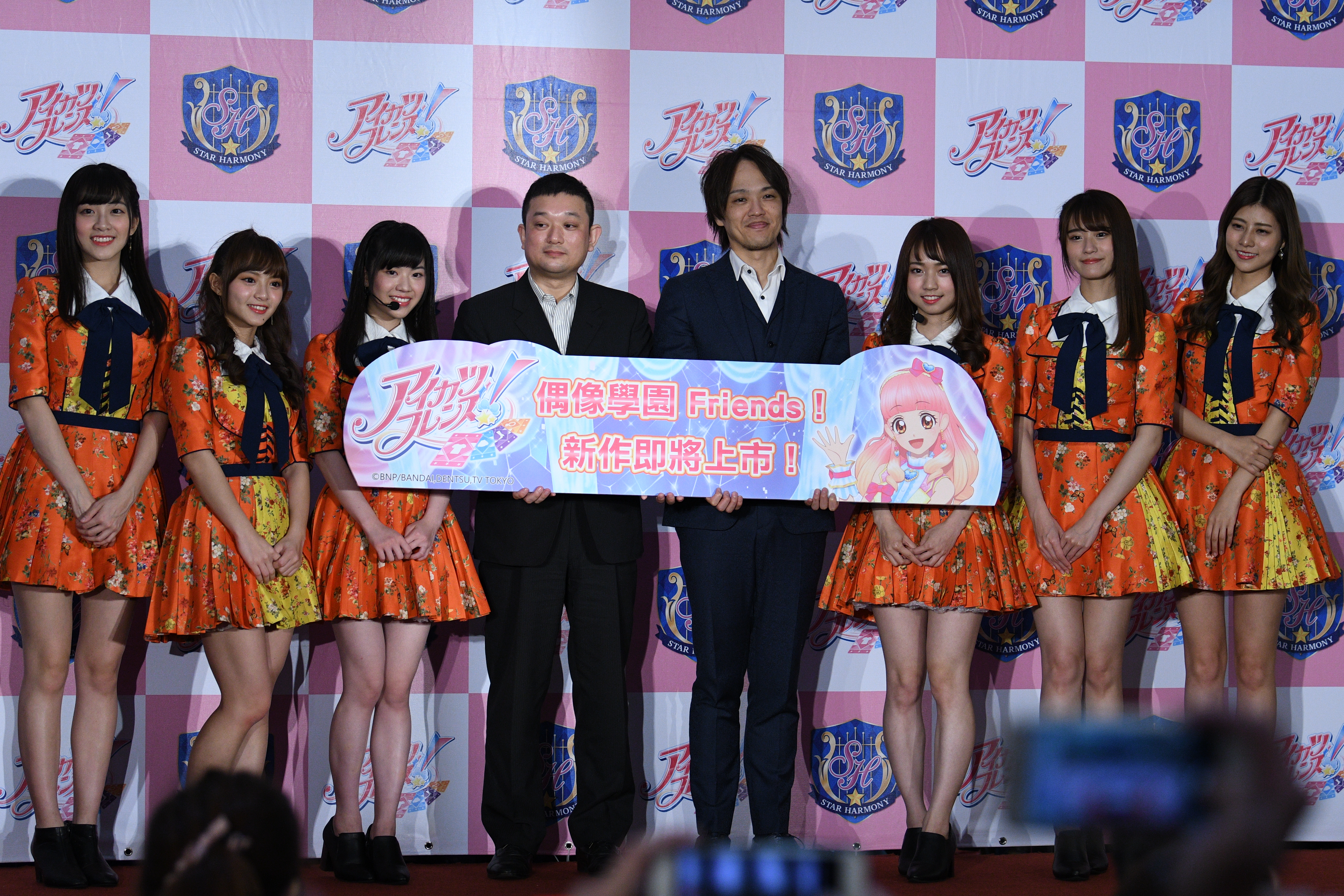
「偶像學園 Friends!」新作即將上市（2019年1月5日，環球購物中心）

- 2018年台灣無國界醫院展－劉語晴、邱品涵、陳詩雅[283]
- 「Aikatsu！偶像學園」－阿部瑪利亞、冼迪琦、邱品涵、本田柚萱、張羽翎、潘姿怡[284]
- 微风南山「HIGH X Breeze微風南山」（2019年2月）[285]－阿部瑪利亞、劉語晴、冼迪琦、林倢、林易沄、劉曉晴、陳詩雅、賈宜蓁、劉潔明、邱品涵、潘姿怡、張羽翎、曾詩羽、林于馨、李孟純、董子瑄、蔡伊柔、周佳郁、高云珏、李佳俐、李采潔、蔡亞恩、柏靈、張法法
- 新北市一日女警（2019年5月31日）－劉語晴、劉潔明
- 開店123 牛軋餅（2019年11月）－ 陳詩雅、邱品涵、林于馨、劉語晴、潘姿怡、冼迪琦、劉潔明、劉曉晴、張羽翎、李佳俐、柏靈[265]
- 異世界女神物語（2020年2月）－陳詩雅、邱品涵、劉語晴、林于馨、曾詩羽、潘姿怡、冼迪琦、林倢[286]
- 少女咖啡槍（2020年4月[287]）－邱品涵、林于馨、陳詩雅、冼迪琦、潘姿怡、林倢、劉語晴、李孟純、張羽翎、蔡亞恩、李佳俐、曾詩羽
- 露比午茶（2020年9月）－劉曉晴、羅瑞婷、周佳郁、邱品涵、蔡亞恩、李佳俐、潘姿怡、鄭佳郁[288]
- 台北捷運APP「Metro Holiday×KKday」（2020年9月）－王逸嘉、邱品涵、陳詩雅、劉曉晴、袁子筑、劉語晴、冼迪琦、宮田留佳[289]
- 中華文化總會 「2022 城南有意思」（2022年4月）－ 劉語晴、蔡伊柔[276]

## 外部連結
AKB48 Team TP
- 官方网站（繁體中文）
- AKB48 Team TP的Facebook專頁（繁體中文）
- AKB48 Team TP的Instagram帳戶（繁體中文）
- AKB48 Team TP的X（前Twitter）（繁體中文）
- AKB48 Team TP的TikTok（繁體中文）
- YouTube上的AKB48 Team TP頻道（繁體中文）

TPE48
- TPE48官方網站（繁體中文）
- YouTube上的TPE48頻道（繁體中文）
- TPE48的新浪微博（简体中文）
- TPE48的哔哩哔哩个人空间（繁體中文）
- 梯批壹村SHOWROOM專頁（繁體中文）
  - 梯批壹村（TPE村）的SHOWROOM專頁
  - 梯批壹村（TPE村）村民阿花組的SHOWROOM專頁
  - 梯批壹村（TPE村）村民阿娥組的SHOWROOM專頁
  - 梯批壹村（TPE村）村民阿珠組的SHOWROOM專頁
  - 梯批壹村的超帥村長 喜瀨健 Kise Takeshi的SHOWROOM專頁